# 魔法騎士レイアース
『魔法騎士レイアース』（マジックナイトレイアース Magic Knight Rayearth）は、CLAMPによる日本の漫画。また、それを原作としたテレビアニメ、ゲーム、OVAなどの作品である。

## 概要
1993年11月から1996年4月まで『なかよし』で連載されたファンタジー漫画作品。また、1994年から1995年にかけてアニメ化され、1997年にはOVA化もされた。
基本的に典型的な剣と魔法といったファンタジーロールプレイングゲームの世界をモチーフとしているが、単純な勧善懲悪ものではなく、シリアスで重いテーマを内包している。また、作中で登場する固有名詞の多くは、CLAMPの「カタカナの名前は覚えにくいので、どこかで聞いたことのある名前がいい」という理由から、自動車関連の固有名称が用いられている。
2024年7月、TVアニメ放送から30周年を迎えたのを記念して新アニメ化プロジェクトの始動が発表された。

## あらすじ
以下は漫画版に準ずる。

### 魔法騎士レイアース
1993年、東京タワーで社会科見学をしていた中学2年生の3人の少女、獅堂光、龍咲海、鳳凰寺風は偶然出会った。3人が窓の外を眺めていると、眩い光の中に浮かび上がる謎の少女の幻影を目にする。その直後、3人は突如として異世界「セフィーロ」に召喚される。
異世界で出会った導師クレフの説明によれば、セフィーロは「柱」という制度があり、エメロード姫は柱として世界を支えている。しかし、姫は邪悪な神官ザガートに囚われて、世界を良くする魔力が奪われており、この影響で、セフィーロは魔物がはびこる危険な世界と化してしまったという。セフィーロを救うには、召喚された3人が「魔法騎士（マジックナイト）」としてザガートを倒し、エメロード姫を救い出す必要がある。
ザガートを倒すために、3人は、まず伝説の鉱物エスクードで作られた武器を手に入れなければならない。その武器を持ち、各地の神殿に眠る魔神を蘇らせることが使命だとクレフは語る。クレフの指示を受けた3人は最初の協力者である創師プレセアと出会い、謎の生き物モコナの案内で「沈黙の森」へ向かう。その途中、森で剣士フェリオと遭遇し、彼の助力を得ながら試練の地「伝説の泉エテルナ」へとたどり着く。エテルナでの試練を乗り越え、ついにエスクード製の武器を手にした3人は、再びモコナの導きに従い、魔神が眠る神殿を目指す旅に出るのだった。
各地でザガートの手下たちと戦い、数々の困難を乗り越えながら、武器と防具を成長させた3人の魔法騎士は、ついに魔神を手に入れることに成功する。そして、セフィーロの救済を目指し、ザガートの魔神との最終決戦に挑む。激しい戦いの末、ついにザガートを討ち果たした。しかし、その直後、救い出したはずのエメロード姫は突然、魔神を召喚し、ザガートを殺した魔法騎士たちに怨嗟の言葉を浴びせながら、襲いかかって来る。

困惑する光たちに対し、姫の幽かに残された最後の思念が語りかけ、衝撃的な真実を告げる。
セフィーロが荒廃した真の原因は、エメロード姫は「ザガートだけを愛したい」という思いから「全ての人々の幸福を祈る」という柱としての責務を果たせなくなったことにある。
柱は自害することも、この世界の住人によって命を奪われることも許されない存在であるため、姫は、魔法騎士を外界から呼び寄せたのだった。つまり、魔法騎士の本当の役割は「責任を取らない柱を殺すこと」である。

一方、神官ザガートは邪悪な存在ではなく、ただ姫を失いたくない一心で、彼女の命を脅かす魔法騎士たちを排除しようとしたに過ぎなかった。
光たちは突きつけられた真実に動揺していたが、エメロード姫の思念体は「ザガートの死による憎しみに駆られてセフィーロの消滅を願う前に、自分を殺してほしい」と魔法騎士たちに懇願する。3人は悲しみと迷いの果てに、魔神を合体させ、暴走した姫の肉体を討つ決断を下した。激闘の末、姫の命を救わなかったものの、セフィーロの崩壊は辛うじて食い止められた。そして、全てを終えた3人の魔法騎士は、元の世界である東京タワーへと戻るのだった。

### 魔法騎士レイアース2
東京に戻って数か月後、3人は再びセフィーロへ行く決意を固める。
彼女たちは「エメロード姫が守っていたあの国のために、自分たちはできることをしたい」という強い願いを持ち、再び召喚されることとなる。セフィーロに戻った3人は、クレフたちとの再会を果たす。しかし、セフィーロは「柱」を失ったことで、崩壊の危機に直面しており、さらに他国の侵攻を受けていた。3人は、セフィーロを守るため、そして自分たち自身の決着をつけるために戦う道を自ら選ぶ。
第二章では、新たな敵としてセフィーロを狙う3つの国々が現れ、それぞれの国が1つの星に存在しており、セフィーロという異世界も宇宙の中の1つの星、1つの国に過ぎないことが明かされた。一方で、この3つの敵国はそれぞれに異なる思惑を抱えていた：
- 「オートザム」：イーグルが率いるアメリカ風の国で、人型ロボットや人工知能を駆使する。母星の内部が空洞化し、表面で環境汚染も進行している中、国民の移民先としてセフィーロを欲していた。
- 「チゼータ」：タトラとタータの姉妹が率いるアラビア風やインド風の国で、守護精霊を操る。母星は小さすぎで、人口過剰の問題を抱えているため、国土拡大を目指してセフィーロを攻める。
- 「ファーレン」：アスカが率いる中華風の国で、幻術・武術・仙術を使う。最も豊かで政治も安定しているが、幼い国主アスカの我が侭な願いから、セフィーロを朝貢国にさせるために来た。

それぞれの国の思惑が絡み合い、セフィーロ上空では激しい戦闘が繰り広げられている。そして、時が満ち、地球およびセフィーロ、さらには全ての世界を創造した神のような存在であるモコナの導きの下、東京で時が止められ、新たな「柱」の候補者である光と、オートザムのイーグルとの決戦が始まる。戦いの中で光は、病により余命わずかのイーグルが、柱制度を終わらせるために柱となり、永遠の眠りにつこうとしていることを知る。しかし、イーグルがセフィーロとオートザムの未来を思い、柱候補の資格を失ったことにより消滅の危機に立たされてしまう。
光は、柱制度による犠牲をこれ以上許さないと決心し、イーグルを救うために消滅を承知で行動を起こす。すると、風と海の力に助けられ、ランティスの祈りとモコナの導きによって、イーグルは無事に生還する。戦いが終わり、光は「柱」としてセフィーロの未来を考え、重責を背負わせる柱制度の廃止を宣言し、「全ての世界の人々が喜びも苦しみも共に分かち合い、愛する人々と共に幸福に生きる世界」を作りたいと強く願う。その意志を受け入れたモコナは、光の願いを叶え、魔神たちと共に新たな次元へと旅立つ。
光の望み通り、争い合っていたオートザム、ファーレン、チゼータ、そしてセフィーロが1つとなり、新しい世界への一歩を踏み出す。さらに、光たちの住む地球もセフィーロと繋がり、自由に往来できる世界が実現している。漫画版では、この新たに生まれた国の名前を読者に委ねるシーンをもって、物語の幕が閉じる。

## 登場人物

### 魔法騎士
本作の主人公である3人の中学2年生の少女たち。東京タワーで社会見学をしていた際に初対面し、その直後にエメロード姫によってセフィーロに召喚される。魔法、武器、魔神を駆使して戦う。しかし、古来よりその本来の役割は、自ら命を絶つことができないセフィーロの柱を抹殺することだった。
獅堂 光（）
声 - 椎名へきる
誕生日：8月8日 / 星座：獅子座 / 身長：145cm / 血液型：O型 / 好きな食べ物：アイスクリーム / 嫌いな食べ物：からいもの / 好きな科目：生物 / きらいな科目：音楽 / 所属クラブ：剣道部 / 趣味：閃光と遊ぶ / 特技：剣道、動物と話せる / 好きな色：赤
とある女子校に通う中学2年生。両親と3人の兄の6人家族で、愛犬は閃光（）。実家が剣道道場で、小さい頃から剣道を習っていたことから、剣が得意。幼稚園児の頃、父親に剣道で勝っている。長い間家には帰らない父親に代わり、3人の兄からかわいがられている。テーマカラーは赤。明るく元気いっぱいで誰とでも仲良くなれる反面で、非常に頑固者。ボーイッシュ寄りな口調が特徴で、一人称は「わたし」。海や風は「ちゃん」付けで呼ぶが、セフィーロの人物は基本的に呼び捨てで呼んでいる。背が低く、年齢よりも幼く見られやすい。セフィーロへと召喚されて間もなく自己紹介したときに海や風から「小学生だと思った」「11歳くらい」と言われている。学年を問わず人気者。3人の中で1番運動神経が良い。閃光と接していることから、動物と意思疎通ができる。3頭身の描写になると、時々猫の耳とシッポが出る。また、お菓子が大好物で食べないと戦闘中でも切なくなる。
強く優しく真っ直ぐな心の持ち主であり、自分の素直な思いを敵味方問わずにぶつけることができる。心の強さは随一。
東京タワーにおいて他の2人と共にセフィーロへと召喚される。クレフより授けられた魔法は炎の魔法。エテルナの試練では愛犬・閃光（）に襲われるも幻影と割り切り勝利。炎の神殿において炎の魔神・レイアースを手に入れる。
恋愛には無縁だったが、第二章ではランティスと惹かれ合う。
アニメ版二期の展開は原作と大きく変わっており、特にアニメオリジナルキャラクターであるノヴァとは深い関わりがある。
作中での髪型は細い1本の三つ編みだったが、連載予告時のイラストではポニーテールだった。
イーグルとの戦いを経てセフィーロの「柱」となり、「柱」に頼らない世界を願うことで「柱制度」そのものが消滅。エンディングでは自由に地球とセフィーロを行き来できるようになった。
アニメ版では全く異なる展開となり、自らの影であるノヴァと和解を果たし一つの存在として合一。その後に最後の敵デボネアと戦う。セフィーロの民の祈りによって「柱」の証たる「剣」が現れ、それを用いてデボネアを討ち滅ぼした。直後に魔法騎士たちは地球へと転送させられ、セフィーロとは完全に繋がりが断たれてしまう。東京タワーに集まった三人がこれまでのことを思い返しながら空を見上げるところでこの物語は終わる。
炎の矢（）
炎で出来た十数本の矢を生み出し、敵に向けて乱射する。沈黙の森脱出後の対アルシオーネ戦では、海を傷つけられた怒りから威力が上がっており、矢の幾つかがアルシオーネの防御魔法を貫通した。
紅い稲妻（）
エテルナの試練で現れた、閃光（）の幻影を倒す際に習得。真っ赤な炎で強力な電撃を作り出して撃ち放つ。
龍咲 海（）
声 - 吉田古奈美
誕生日：3月3日 / 星座：魚座 / 身長：158cm / 血液型：A型 / 好きな食べ物：スパゲッティ / 嫌いな食べ物：あまいもの / 好きな科目：英語 / きらいな科目：家庭科（お裁縫） / 所属クラブ：フェンシング部 / 趣味：ケーキづくり / 特技：英語、フェンシング / 好きな色：青
中学2年生で、財閥や政治家など裕福な家庭の娘が多く通っているという女子校に通っている。家族は両親のみの3人家族。テーマカラーは青。3人の中では1番長身。学校ではフェンシング部に所属しており、エテルナへ行く時に借りた剣も、後にプレセアに創ってもらった剣も、光の物より細身。一見モデルのような美少女だが、感情の起伏が激しく思ったことを口にする性質であることから、時折失言をすることもある。興奮しやすく怒りっぽい反面、根は仲間思いで優しく非常に繊細。自分では「温厚」と公言しているが、コメディパートでは魔神を纏ったままの状態でモコナを追いかけ回したこともある。口調は典型的な女性言葉で、一人称は「私」、他人への呼称も基本的に呼び捨てである。
東京タワーで光や風と一緒だった時に突然セフィーロへ召喚される。クレフより授けられた魔法は水。第1部で「水の龍」、「蒼い竜巻」を習得し、第2部では新魔法「氷の刃」を習得した。エテルナの試練では両親の幻影と対峙。最初は戸惑うも本物の両親ではないとすぐに割り切り勝利する。海の神殿において、アスコットを改心させ水の魔神・セレスを手に入れる。第二部では大人に成長したアスコットから恋愛感情を向けられているがまったく気づいていない。
マッチョの男性が大の苦手であり、チゼータの王女らが操る守護精霊に嫌悪感を露わにしている。
アニメ版ではクレフに恋する。原作では逆に「つき合いを考えている異性はいない」とアスコットに述べている。
水の龍（）
龍の姿を象った凄い水圧が敵に襲い掛かる。初登場は沈黙の森を抜けた直後の対アルシオーネ戦。
蒼い竜巻（）
エテルナの試練で現れた、両親の幻影を倒す際に習得。水で激しい竜巻を作り出して攻撃。アニメ版第二章では、爆発物による火災を消火する、闘技場から落ちたタータを巻き上げて救い出すなどの使い方も見せた。
氷の刃（）
原作第2部で習得。氷で作り出した刃で相手を切り裂く攻撃。アスカの「幻術糸」を破るために使用。アニメでも第二章で習得したが、こちらは再生能力の高い魔物を倒すため。
鳳凰寺 風（）
声 - 笠原弘子
誕生日：12月12日 / 星座：射手座 / 身長：156cm / 血液型：A型 / 好きな食べ物：てっさ / 嫌いな食べ物：おいしくないもの / 好きな科目：数学 / きらいな科目：美術 / 所属クラブ：弓道部 / 趣味：読書 / 特技：コンピュータープログラム / 好きな色：緑
名門の私立女子校に通う中学2年生。両親と姉の4人家族で、作中には姉のみ登場。テーマカラーは緑。いつもおっとりした笑顔で、お嬢様口調な反面、非常に洞察力に優れ頭の回転が速い策略家。一人称は「私（わたし）」、アニメや一部のゲームでは「わたくし」。他人への呼称は基本的に「さん」付けである。基本的に真面目だがコメディパートでは腹黒い面を見せることもある。
クレフより授けられた魔法は風。3人の中で唯一回復魔法や防御魔法がある。学校では弓道部に所属していることもあり、エテルナまでの冒険には弓を使った（後にプレセアに創ってもらった武器は、光のものより刀身が長い剣）。エテルナの試練では「もう一人の自分自身」と対峙。相手を攻撃すれば自分も傷つくが、傷は魔法で治せると奮起しもう一人の自分に打ち勝った。空の神殿において、風の魔神・ウィンダムを手に入れる。沈黙の森で出会ったフェリオとは恋仲となった。
普段は眼鏡をかけているが、魔神に乗るとそれが消える（甲冑の効果で裸眼の視力が上がる模様）。連載予告時のイラストでは、眼鏡をかけていなかった。
セガサターン版では上記の二人とは異なり泳げないという設定であり、海に入る際は浮き輪を装着している。
癒しの風（）
アルシオーネの魔法攻撃を受け、瀕死に近い状態に陥った海を癒すために使った。体の傷は治せるが病気は治せない。また、精神力を消耗したことによる疲労は回復できないことが第2部で判明。
碧の疾風（）
エテルナの試練で現れた、自身の幻影を倒す際に習得。緑色の真空刃を巻き起こし攻撃する。
防りの風（）
海の神殿でアスコットが招喚した魔物の攻撃から海を護るために習得。風で強力な円形状の防御壁を張る。
戒めの風（）
空の神殿で、カルディナに操られた光と海の動きを止めるために習得。原作では、第2部においてイーグルが作った光の道から弾き出された光を受け止める際にも使用。
碧の烈風（）
アニメ第二章のオリジナル魔法。碧の疾風よりも強力。再生能力の高い魔物を倒すため習得。

### セフィーロ
主人公3人が突如として飛ばされてきた異世界。いわゆる剣と魔法のファンタジー世界であり、心の強さが全てを決定する要素となる。「柱」と呼ばれる存在の祈りによって世界が支えられており、もし柱が祈ることができなくなれば、セフィーロも崩壊する。セフィーロの空はオートザムから望遠鏡を使えば見えるらしい。「柱制度」崩壊後は、新しい国づくりへ動き出した。
原作では建造物や地名など登場したが町などは出てこず、アニメ版や一部のゲームでは様々な地域や町を渡り歩くなど描かれる舞台に大きな違いがある。
モコナ
声 - 白鳥由里
白くてふわふわな謎の生き物。魔法騎士たちの水先案内人。クレフがエメロード姫から受け取り、その後、プレセアに預けられた。プレセアへのいたずらが好きな様子。
アニメ版では特に正体が語られずに終わるが、漫画版で地球や宇宙、セフィーロを始めとする異世界を創った、全ての世界の創造主であるという衝撃的な事実が明かされた。「絶対的統率者がいない代わりに個々の人間1人1人の意志の力が未来へ続く世界」として地球を最初に創るも争い合う人間に失望し、「柱」一人の意思で全てを決めるセフィーロを創造した。最終的に「柱」となった光の願いによって「柱制度」が消滅すると、自らもその選択を受け入れ、光たちの魔神と共にいずこかへと去っていった。
対照的な「柱」の選択を目撃し、エメロードは今日とは異なる明日を望まなかったことを悟る。また、人間という存在に失望しつつ、心の底では人々が自らの意志で世界に変革を起こしより良い世界に導いていこうとする意思を見せてくれることを期待してセフィーロを創ったのではないかとクレフに推察されている。デザインは猫井椿。
エメロード
声 - 緒方恵美
セフィーロの「柱」たる女性。彼女の祈りなしにはセフィーロは成り立たない。万人（セフィーロに生きる命全て）の幸せを祈らなければならない身でありながら、一個人であるザガートを愛してしまったため、世界を崩壊に導く存在と化してしまった自分を殺させるため、異世界より「魔法騎士」として光たちを召喚した。原作では自ら水牢に閉じこもるが、アニメ版ではザガートに拉致されて幽閉されるもザガートの幻影に攻撃された一行を魔法で助け、フェリオに連絡を取るなどもしている。
波打つ長い金髪が特徴の幼女姿だが、見た目とは裏腹に相当な年月を生きているという。クレフよりは年下。ザガートが討ちとられた直後、最愛の想い人の死の悲しみと怒りから復讐鬼と化し、成熟した大人の女性の姿に急成長すると共に魔神を召喚し、最後の敵として魔法騎士に襲い掛かる。しかし、わずかに残った柱としての良心によって「魔法騎士伝説」の真実を伝え、世界を守るため、そしてザガートの下へ行けるようになるために自分の命を終わらせてほしいと懇願した。最終的には魔法騎士に倒され、死を以てザガート一人のものになれることを喜びながら絶命した。
漫画版では、柱制度の廃止を望まなかった理由について、モコナの口から「セフィーロと人々を愛して守ろうとはしたが信じてはおらず、重荷を分かち合って共に歩もうという意志をもたなかったのではないか」と推察されている。
OVA版では精霊として登場し、最後まで生存する。
作中で使用した魔法は、「光衝招撃（サイノス、英語で「目標」「注目の的」などを意味する「cynosure」から取られた造語）」と「金爆殺襲（デボネア、英語で「愛想のいい、礼儀正しい、陽気な」の意味）」。
スーパーロボット大戦Tではザガートを倒し、彼の協力者を退けた後に敵として登場する。原作と同様に憎しみを抱いた大人の姿で現れ、魔神エメロードを駆り光を優先的に狙ってくる。
クレフ
声 - 佐々木望
好きなもの：静けさ / きらいなもの：騒がしさ / 趣味：散歩・精獣たちとの語らい
セフィーロで最高位の導師（グル）。位の高い魔法使い。光たち3人に魔法を授けた人物。光の肩ほどしかない身長で若そうに見えるが、745歳の年長者（本人談）。ザガート、ランティス、アルシオーネの師匠でもある。気が短い。アニメ版では、第1部で3人を沈黙の森に送り出した直後にザガートに不意を打たれ石化させられてしまう。第2部では巨大なセフィーロの城全体を結界で包む、その結界をイーグルに破られた後の不安定な体調のまま全精神力を用いて崩れかけた城を支えるなど本来の実力に近いものを見せた。なお、アニメ版最終話で海に告白されかけている。
魔法騎士として召喚された3人の少女に「伝説」の真実を伝えなかったのが原因で、彼女たちの心を傷つけたことに罪悪感を抱いている。水の牢屋に入ることを選んだエメロードからモコナを受け取っており、沈黙の森に家を構えることにしたプレセアに預けた。
原作・アニメともに「柱制度」が間違っていると考えており、エメロード亡き後の新たに「柱候補」が判明したら、たとえ「柱」になることを拒絶される結果となろうとも過去の悲劇と「柱制度」の真実を告げることを決めていた。
作中で使用した魔法は、「魔法伝承（アクセプト、魔法を伝える。光たちには合わせて「成長する防具」も与えた）」と「稲妻招来（サンダス、稲妻を放ち攻撃する）」、「殻円防除（クレスタ、球形のシールドを張って身を守る）」、「精獣召喚（クレフト、精獣を呼び出す）」、「精獣戻界（スレイヤ、精獣を異界に戻す）」。「精獣召喚」と「精獣戻界」は対になる魔法。
クレフの声を担当した佐々木望は、745歳という年齢と、海とのミニラブコメをビデオの映像特典でネタにしている。
プレセア
声 - 篠原恵美
好きなもの：ブイ・テック（セフィーロの食べ物） / きらいなもの：ちらかった部屋 / 趣味：折檻
セフィーロで最高位の創師（ファル。武器職人）。長い金髪をポニーテールにまとめた女性。アニメ版ではクレフの勧めで沈黙の森に家を建て、モコナと暮らしている。クレフに好意を寄せている。
光たち3人にエスクード製の武器を創って与えた。武器を創る際には、精神力を相当消耗するらしい。原作では、エテルナでの試練を終えた直後に合流し武器を創ったが、アニメ版では、光たちがエスクードを手に館へ戻り、館の一角にある創作室で武器を創っている時にアスコットに襲撃され、彼が放った魔物を光たちが食い止めきれず、魔物が創作室に突入した際に、崩れた天井の下敷きになり、武器を完成させた直後に死亡する（そのため、第2部ではアニメオリジナルキャラクターである双子の妹・シエラが登場する）。
原作第2部では、フューラに乗って来た光たち3人をセフィーロ城で最初に出迎えた。
趣味は折檻で、モコナの耳を引っ張る、人間を釜茹でにするなど、未遂に終わっているが過激な内容である。時々他人の話を聞かず、自分の想像の世界で遊ぶ癖がある。
フェリオ
声 - 山崎たくみ / 子供時代：冬馬由美
身長：156cm / 好きなもの：寝ること / きらいなもの：睡眠不足 / 趣味：昼寝
エスクードを探す光たちが沈黙の森で出会った少年。緑色の髪に、鼻と頬に傷があるのが特徴。また、身長と同じくらいの長さの、先が湾曲した大剣を持つ。風が出した交換条件により、森を出るまで魔法騎士たちとともに行動する。実はエメロードの実弟で、原作第2部では、光たち3人の前で、プレセアから「王子」と紹介される。
原作では、沈黙の森を出た後のアルシオーネ戦で「これは私たちの戦い」と風が言い切り、援護を拒んだことがきっかけで彼女に惚れ、その後恋仲に。彼が両耳につけている金色のリング状ピアスはエメロードからもらったもので、沈黙の森の出口で別れる際に片方を風に贈る（風は第2部において、これを指輪として身に着けている）。
アニメ版では当初、記憶喪失の状態で旅芸人の一座にいた。原作同様に沈黙の森を出た後、風に（ピアスではなく）通信機能を持つ赤いオーブ（マジックアイテム）を贈る。これは幼いフェリオが柱となったエメロードと引き離されることになった時、彼女の心配を少しでも減らそうと記憶を封じることを選んだため、エメロードから授けられたもの。なお、原作では沈黙の森を抜けた後、第2部になるまで再登場しないが、アニメ版では数話ごとに登場し、魔法騎士たちと行動する。
ランティス
声 - 小杉十郎太
身長：198cm / 好きなもの：昼寝 / 嫌いなもの：甘いもの
第2部から登場。強い魔力と高い剣術を兼ね備えた、セフィーロで唯一の魔法剣士（カイル）。身長198cm。クレフの弟子の一人で、ザガートの弟。容姿も声もザガートとよく似ているが短髪。目と宝石の色は青。鎧の色は漆黒。鎧の下の服は黒で、上は長袖のタートルネック。ラファーガの前任の親衛隊長で、兄と共にエメロード姫の補佐をしていたのだが、「柱制度」に疑念を抱き、突如行方をくらます。各国を転々としていたがオートザムに最も長く滞在していたらしい。そのためイーグルとも親しい。
アニメ版でのファイターメカ同士の決闘では、無敗だったイーグルの乗るFTOに性能の劣る量産機で土を付けたほどの戦闘力を見せ、オートザムでも一目置かれており、オートザム政府から正式なファイター登録（軍への入隊）を勧められたが断った。
「柱」であるエメロードと兄ザガートの死後にセフィーロに帰還。冷静で理性的な人物で、兄を倒した光たち魔法騎士の立場や胸中にも理解を示しており、兄を殺したことで恨まれていると思い込み、一人で3人分の罪を背負い込もうとしていた光に自分を責めないように伝え諭した。一方で悲劇の原因が「柱制度」その物にあると考え、そのシステムを破壊すべく探索を行っていた。アニメ版では、エスクード製の剣を甦らせようとしている光の波動が、ノヴァの影響で細く弱くなっていることに気付いたり、母の形見（ネックレス状の手鏡）を「いつかお前を守ってくれる」と渡すなど、魔法騎士の中でも無自覚な好意を見せる光を大切に思っている節がある。また、クレフとたびたびテレパシーのような会話をしている。
アニメ版ではアルシオーネと出会った際には、よく似た容姿と声が原因でしばらくザガートに間違えられていた。デボネアの配下となったアルシオーネを倒し幽閉した。後に光が無自覚ながら好意を寄せていることが原因でノヴァにさらわれ、レガリアの内部に捕らえられてしまう。
原作第2部最終回ラストシーンでは白装束になっている。また、OVA版では絶命している。
作中で使用した魔法は、「稲妻招来（サンダス）」、「雷衝撃射（クロノス、ギリシア神話に登場する時間の神から。稲妻招来より強力な魔法）」、「殻円防除（クレスタ）」、「精獣召喚（クレフト、空駆ける馬を呼び出し乗用にしている）」。
プリメーラ
声 - 白鳥由里
身長：24cm / 好きなもの： ランティス、プラグ（セフィーロの果物）、ギア（セフィーロの食べ物）/ 嫌いなもの：ランティスにちょっかいだすもの全部
第2部から登場。ランティスが連れている小妖精。髪の色はペパーミントグリーン。服は薄いピンク色でスカートの広がったバレエチュチュのようなデザイン。危ないところを助けてくれたランティスに一目惚れし、以後命の恩人たる彼と行動を共にしている。背中にある4枚の薄翅で飛行することができるが、たいていはランティスの肩に座っている（設定画集ではランティス肩上の彼女に、冗談めかして「オプション」との注記がある）。
治癒魔法や強化魔法も使え（呪文は両方とも「フーチュラ」だが、強化魔法〔漢字表記は魔法増幅〕、アニメ版は治癒魔法として使用）、戦闘時はランティスの補佐も行う。ランティスとの幸せな未来を夢見ているがため、光を恋敵と認識しており、少々嫉妬深い。モコナとは漫才コンビでもある。アニメ版では終盤、他力本願のセフィーロの住人達に「このセフィーロ誰の国なの！」と発破を掛けて、デボネアへ力を与えていた民の心の恐怖を払拭する役目を果たした。
作中で使用した魔法は「魔法増幅（フーチュラ）」。上述の通り、原作とアニメで効果が異なる。
シエラ
声 - 篠原恵美
アニメ版オリジナルキャラクター。プレセアの双子の妹。光たちやクレフ、アスコットを傷つけたくなくて「プレセアが蘇生した」と称して姉のふりをしていた。姉との違いは胸にある鳥形のあざ（半裸でないと分からない）。武器の修理はできるが、新しい武器を作ることだけはできない。彼女もまたクレフに好意を寄せている。

### ザガート一派
ザガートとその部下たち。アルシオーネとイノーバ以外、部下たちは全員がザガートへの忠誠心から彼に従っているわけではなく彼の本心を理解しているわけでもない。ザガートの死後、アルシオーネ以外の部下たちはセフィーロのために尽力する。
ザガート
声 - 小杉十郎太
エメロードの祈りを補佐する神官（ソル）。クレフの弟子の1人。黒い装束に身を包み、冠を飾った、床近くまである黒い長髪を毛先近くでまとめている男性。穏やかで思慮深い性格であったが、とある想いから、魔法騎士を抹殺しようと刺客を向ける。
当初はセフィーロの支配が目的だと思われており、魔法騎士や部下たち（イノーバを除く）もそう考えていたが、カルディナから「姫に祈りは続けてもらい、全権を譲ってもらったらどうか？」と提案された際、笑いながら「セフィーロより大切なものがある」と返答しセフィーロの支配が目的ではないことを示唆した。
そして空中宮殿に現れた魔法騎士を自らが創造した魔神で迎え撃ち、圧倒的な力を見せつけるが、魔法騎士たち3人の意志の強さにかなわず、合体魔法「閃光の螺旋」を受け敗北。エメロードに自由になるよう言い残し、消滅した。
過去、親衛隊長だった頃のランティスに「柱制度」に疑問を持っていることを告げており、ランティスがセフィーロを出奔する切っ掛けの一つとなった。
OVA版では最初から故人という設定。エメロードの弟という設定のイーグルに謀殺された。
作中で使用した魔法は、「闇爆殺襲（ストラトス）」と「銀爆殺襲（ディアブロ）」、「闇衝招撃（レクサス）」。
アルシオーネ
声 - 天野由梨
かつてクレフの弟子だった女性の魔導士（イル）。アニメ版では魔操士。
ザガートに恋慕して師匠を裏切り、エメロードとザガートが愛し合っていることを知らずに彼に一途に尽くしていたが、当のザガートには嫌悪されており、魔法騎士の抹殺に二度失敗したことでザガートに見限られ粛清された。
アニメ版では三度の失敗を喫して見限られたが命は奪われなかったものの、ザガートとエメロードが恋仲であることを知ってショックを受け詰め寄るもザガートの怒りを買い、そのまま放逐された。アスコットをそそのかして魔物をエネルギー源とした魔法を展開し、何度目かの魔法騎士抹殺を試みるが、剣を成長させた海に敗北。その後、第二章でデボネアに拾われ、魔法騎士たちの前に立ちふさがるが、ランティスに敗れ幽閉される。当初はザガートのことなどで心を閉ざしていたが、プレセアからデボネアの居場所を教えてほしいと詰め寄られ、その際に彼女の心を読んだことで双子の妹シエラだと知る。シエラがプレセアを装っていたのは光たちを悲しませたくなったのと、クレフを助けたかったからだと聞かされ「報われない愛だとわかっていても」行動するシエラに心を開き改心。直後、海たちにデボネアの居場所を聞かれ教えようとしたが、デボネアを裏切ろうとしたことで黒い霧が現れ苦痛を味わう。居場所を言わなくていいという海だったがそれでも「私が決めた最期よ。泣くことはないわ」と言い残し、デボネアがセフィーロの裏にいることを告げ消滅していった。最期の最期にザガートの名前を遺しており、自分とシエラを重ねていることが覗えた。
セガサターン版では自身の愛するザガートに奉仕するため、魔法騎士を抹殺しようと企むが、かげろうのアイアイで魔物を召喚。海におばさん呼ばわりされて激昂し、生命の木で光たちと戦い、ひそかなる大穴でカルディナに攻撃を加え、蒼き雲の迷宮でフェニックス・リーを召喚して、さざめきの森でイノーバに致命傷を受けた挙句、エメロード姫がザガートを愛していると知ってしまい、失恋した。後に真実の眠る火山で自害するより、魔法騎士に捨て身の特攻をかけ、無へと消滅する。
作中で使用した魔法は、「氷尖撃射（アライア）」と「氷槍投射（アライル）」、「氷流切刃（アストラ）」。全て氷属性の攻撃魔法。その他に「殻円防除（クレスタ）」、「精獣召喚（クレフト）」も使っている。
アスコット
声 - 高山みなみ
海の神殿で魔法騎士を襲った（アニメ版ではそれ以降にもたびたび登場）子供の召喚士（パル）。魔獣と心を通わせる力を持っている。ザガートに魔獣と一緒に住める場所を提供してもらい、その恩義から彼の陣営に加わる。アルシオーネに代わって魔法騎士を攻撃してくる。
アニメ版では、エスクードを手に戻ってくる光たち3人を沈黙の森のプレセアの館付近で待ち受け、召喚した魔物に館を襲撃させるが、3人に友人である魔物を殺されたことで逆恨みし、以降もたびたび魔物たちに3人を襲撃させる。しかし、原作・アニメ共に最終的に海によって改心。それ以来海に好意を寄せる。第2部では身長をかなり伸ばした様子（海より頭一つ分高い）。なお、魔獣は城で手伝いをしているとのこと。
第1部では子供らしさが目立っていたが、第2部では大人しくなり、控えめな性格に変わっている。
セガサターン版ではひそかなる大穴でカルディナの説得に失敗し、半狂乱になったカルディナの一撃を受ける光たちを庇い、死亡する。
作中で使用した魔法は「魔獣召喚（マキシマ、魔獣を召喚する）」。第2部では「衝電破激（アスキス）」という魔法をクレフから教わった。
アニメにて登場した、本人の魔獣はアタランテ、パジェロ、ビガー、デューシー、カペラ。
カルディナ
声 - 永島由子
空の神殿で魔法騎士を襲った（アニメでは、海の神殿から空の神殿に向かう途中に戦う）、関西弁で話す踊り子兼幻惑師（ラル）。褐色の肌に淡いピンク色の髪の美女。ザガートに金で雇われた。アスコットを弟のように思って非常にかわいがっている。失敗したアスコットに代わり、魔法騎士に攻撃をしかけてくる。
踊ることで相手を意のままに操ることができ、原作・アニメ共に、魔法騎士たちを同士討ちさせようとしたが、風の強い意思を知り撤退。第2部ではラファーガと恋仲。
チゼータ出身で、踊り子をしながら旅をしていた（関西弁はチゼータの方言）。そのため、タータ・タトラ姉妹のことや、彼女たちの召喚するジンのことも知っていた。
セガサターン版ではひそかなる大穴で光たちを庇い死亡したアスコットの説得を聞かず、自らの手で殺したアスコットの仇を討つため、自暴自棄になって光たちを襲うも、戦いに敗れ、光に説得される寸前にイノーバに魂ごと消去される。
ラファーガ
声 - 岸野幸正
炎の神殿で魔法騎士を襲った剣闘師（ダル）。エメロードを護衛する親衛隊長だったが、術によりザガートの操り人形と化していた。圧倒的な剣技で光を追い込むが、地面に突き刺さった光の剣に触れた際に炎を浴び、洗脳が解ける。後にカルディナと恋仲に。ランティスとは馬が合わないらしい。
アニメ版では、炎の神殿へ行く途中に3人を襲撃。光の呼びかけで自我を取り戻しかけるも1度は失敗、光にとどめを刺そうとして光の剣を握った瞬間炎に包まれ、原作同様洗脳が解けた。その後、炎の神殿へ現れたザガートの攻撃から防具を奪われた3人を庇い、自分の誇りをかけて交戦する。そして、自分を背後に庇いザガートの魔法を受けそうになった光を身を挺して守り、光の試練完了を見届けた。
セガサターン版ではさざめきの森で光たちとの戦いに敗れ、イノーバに殺されるが、最後に自分を取り戻した。
イノーバ
声 - 置鮎龍太郎
アニメ版オリジナルキャラクター。かつてエメロードがザガートに贈った精獣であり、2人が愛し合っていることも知っている。ザガートの力で人間の姿になり副官を務める。主（ザガート）を猊下と呼び、主の思いのために魔法騎士抹殺を誓う。
空の神殿ではフェリオを人質にとり、風に対して魔法騎士にならないよう脅迫するが失敗。その後、二度と人間の姿に戻れなくなることを承知で、自ら志願して元の精獣の姿に戻り、魔法騎士に決戦を挑むも、エメロードと連絡を取ったフェリオの協力を受けた3人に敗れて死亡する。

### オートザム
セフィーロの外に存在する、高度に機械化された近未来的な文化の共和制の国。球状の星からトゲ状の岩が突き出た形をしており、そのトゲは星の核から地表を貫く形で生えている、居住区のあるエリアという設定である。環境汚染（アニメ版は精神エネルギーの枯渇）が深刻化しているため、人々はドーム型の居住区に住んでいるが、国土自体が死んでいっているため、滅亡を免れない状況にある。ケーキが存在する。
イーグル・ビジョン
声 - 緒方恵美
身長：180cm / 好きなもの：甘いもの、お茶の時間、昼寝 / きらいなもの：特にない
オートザム軍の最高指揮官（コマンダー）で、最強のファイター。原作における最終的な敵であり、柱の試練のため光と死闘を繰り広げた。オートザム国大統領の令息でもある。身長180cm。オートザムの環境汚染（アニメ版では精神エネルギーの枯渇）を食い止めるため、柱システムを解明するためセフィーロに侵攻。重度の精神エネルギー欠乏症に陥っており、病状が進行すると永遠に眠り続ける。原作では他の2国が生み出した「光の道」を自分が生み出したそれで貫いて動きを封じるなど、命を懸けているがゆえの心の強さを見せた。原作・アニメ共に光と関わることが多い。
普段はおとなしい性格で、会議中に眠ったり、何も無い真平らな道で転んだりするなど抜けた所があるが、FTOに搭乗すると冷徹な性格と化す。
柱候補の一人として光と共に柱への道を通って試練に挑む。光の柱就任が決定した後、資格の無いものとして消滅するはずだったが、光たち3人やランティスの強い意思を受けたモコナが柱への道を全面的に開放したため、海と風に光共々救出され無事帰還。しかし昏睡に近い状態になったため、以降はセフィーロで療養中（徐々に回復しつつある）。
アニメ版ではクレフの張ったバリアをFTOで破って城内に侵入、一時城内に囚われの身となる。しかし、ランティスの剣が「柱の証」へ至る鍵の一つであることを本人から聞かされて知っていたため、隠し持っていたハンドコンピュータに納めた爆発物を利用し部屋を脱出。コンピュータが示すランティスの生命反応を頼りに移動し、居住区の中庭でランティスと戦闘する。そこに到着した光と共に「柱の証」のある部屋へ転送され柱候補に選ばれた後、柱システム解明とオートザムの再生方法の共同研究を条件にセフィーロと講和。FTOでNSXまで帰還するが、ザズが漏らした「魔神と戦っているロボット（レガリア）の中にランティスが捕まっている」という言葉に「病気に命を奪われるより、戦士として散る」という願いから、喀血しつつも全権をジェオに委譲し再出撃、ランティスを捕らえていたレガリアと魔法騎士との戦いに介入する。魔法騎士ともどもノヴァに引き込まれた異空間で、ランティスを傷つけられないという想いから防戦一方になる魔法騎士たちの代わりに、病状悪化による喀血を引き起こしながらも単身レガリアに挑み続けて追い詰められる。その間に光に「ランティスを呼んでください」と提案し、光の声で意識を取り戻したランティスの呼びかけに応じて特攻を仕掛け、ランティスを救出するが、直後に現れたデボネアの怒りを受け、既にボロボロになっていたFTOと共に爆散し、ランティスに「光を幸せにしてあげて下さい」と言い残し死亡した。
OVA版ではエメロード姫の弟として登場する。和解した際に「エメロードが忌み嫌った影」と言っている。
ジェオ・メトロ
声 - 梁田清之
身長：202cm / 好きなもの：甘いもの、美味しいもの、料理 / きらいなもの：酒
オートザム旗艦NSXの副司令官（サブコマンダー）で、彼自身も有能なファイター。イーグルの親友である。セフィーロ侵攻に関しては反対はしていないものの、いろいろ思う所があるらしい。たびたび眠るイーグルの体調に疑問を感じていた。料理が得意で下戸。極度の甘党。柱システム崩壊後もたびたびセフィーロを訪れている。
アニメ版では、ランティス救出のため強引に出撃したイーグルから全権を任され、イーグルがクレフと講和したことでセフィーロと敵対する理由がなくなったことを受けてデボネアと魔法騎士たちの戦いにNSXで介入、魔法騎士を援護する。
ザズ・トルク
声 - 金丸淳一
身長：145cm / 好きなもの：FTO、酒 / きらいなもの：愛するメカを壊す者
NSXの整備士（メカニック）で、修理なら電子レンジから戦艦まで何でもこなす。イーグルの愛機・FTOが大好きで同行した。光と背が変わらない少年だが酒豪。
アニメ版では光に好意を寄せていた。また、光よりは年上らしい。年下で髪が短く、自分より背の低い子が好みらしい。しかし本人曰く「年上も嫌いじゃない」。

### ファーレン
セフィーロの外に存在する、中国風文化を持つ帝政の国。土星の環のような物を二つ持っている赤い星でその7割が海。リングの部分を除き、星の周囲を赤いガラスのようなバリアーが覆っている。経済的にも豊かで本来ならばセフィーロに侵攻する必要性の少ない国。
アスカ（阿洲花）
声 - 西村ちなみ
身長：92cm / 好きなもの：お菓子（桃饅頭）、いたずら、サンユン
ファーレンの第一皇女。ファーレン唯一の帝位継承者であり、既に両親は共に他界。一人称は「わらわ」で、古風な貴族言葉で話し、「おーほほほほ」と高笑いを上げる。サンユンより頭半分身長が低い。セフィーロをお菓子一杯の国にするという、子供らしい欲望でセフィーロ侵攻を決定した。ファーレン皇室に伝わる幻術の使い手で、未熟だが、才能は豊からしい。わがままな性格であるが、根は素直で、国と国民のことを一番に考える優しい心の持ち主であり、原作でイーグルから「ファーレンとセフィーロ両方を幸せにすることはできない」「“柱”の心が揺らげばセフィーロは崩壊する」と聞かされた際はセフィーロ侵攻を諦めるが、セフィーロが崩壊した理由を自国を守るためにも知りたいから撤退するわけには行かないとオートザムとの開戦を決意する。武術は得意だが、勉強が大嫌いでチャンアンに怒られるが全く気にしない。サンユンが好き。レイアースなどの魔神に関しては「かっこいい」と気に入り、欲しがっていた（庭で飼うつもりらしい）。
原作では柱システムが崩壊した後、自らセフィーロを訪れているようである。
サンユン（山伊）
声 - こおろぎさとみ
身長：101cm / 好きなもの：アスカ様、本
アスカの乳兄妹でお側役の少年。ギャグな顔をしているが、思慮深い性格で、文武に優れた人物。将来アスカの手助けになればと、様々な分野の勉強も惜しまない努力家。チャンアンからも将来帝位を継ぐアスカの良き補佐官になってくれればと期待されている。気弱な性格でアスカには頭が上がらず、幻術をやたら使いまくる彼女と、それを制止するチャンアンの間で板挟みになるが大抵アスカに押し切られる。
アスカのことが好きだが身分が違うため、一生明かすつもりはないらしい。
チャンアン（長庵）
声 - 宮内幸平（26話のみ）→石森達幸（31話以降）
身長：146cm / 好きなもの：杏子酒、肩もみ
ファーレンの大臣で、まだ幼いアスカの代わりに摂政として政治を行う老人。身長146cm。普段は教育係としてアスカに厳しく接するので彼女には口うるさいと思われているが、本人は気にしていない。アスカの幻術の才能、天性の明るさ、素直で優しい所を見抜いており、いい君主になってくれればと願っている。オートザムとの会談後、王としての自覚に目覚めたアスカの決断を「大人になられました」と嬉しそうに褒めオートザムとの決戦の準備にかかった。皇族とは親類関係にあるらしく、多少の幻術は使える。カラオケが趣味で、毎晩唸ってから寝るらしい。
巨大サンユン
アスカがサンユンをモデルに「奥義：画竜転生の術」で創り出した幻。巨体で、セフィーロの城ほどの大きさである。その巨大さにものを言わせ、チゼータの守護精霊を小さな虫ケラのごとく投げ捨てたり、TVアニメ版ではNSXに跳び蹴りしたり、オーバーヒートを起こしたNSXを抱えて飛んだりもした。必殺技は口から発射する怪光線。これを目の当たりにしたサンユンは卒倒し、チャンアンにも「これも趣味がいいとは…」と冷評されたが、アスカ本人は相当気に入っているらしく、原作では1度きりだったが、TVアニメ版は「（以前創った）獅子より強い」と言って頻繁に呼び出している。タトラにもかわいいと気に入られている。原作ではモデルとなったサンユンによく似ていたが、アニメ版では水墨画風の落書き、といったデザイン。

### チゼータ
セフィーロの外に存在する、アラブ文化とインド文化が融合した王制の国。この国だけは戦に出るのは最高元首ではなく、国王の二人の娘がその代わりを務めている。小さな球状の主星の左右から横にラグビーボールを半分にしたような形状の重力発生装置が生えている。国土は真ん中の小さな主星のみで大変狭い。国民は褐色の肌に比して薄い髪色が特徴。方言が存在するが、現実世界の関西弁と同じものである。勉強不足のアスカでさえ知っているほど、領土が小さいことで有名。
タトラ
声 - 井上喜久子
身長：167cm / 好きなもの：妹、お茶
チゼータ第一王女。普段はおっとりしているが、チゼータ最強の戦士でもあり、戦闘時などは王族に相応しい毅然たる態度で物事に臨む。妹を誰よりも大事に思っている。
オートザムとの会談の席で、イーグルが死ぬ覚悟であることをいち早く見抜いた。また、全面開戦を決定したタータの本心を見抜き彼女の意見を尊重している。そして妹に「死を覚悟した者に勝てるのは、命の尊さを知っている者だけ」と諭した。柱システム崩壊後も、妹と共にたびたびセフィーロを訪れているようである。
アニメ版ではタータが海に敗れた後、軽装の服に着替えて海と戦うが敗北。セフィーロへの侵攻を中止した。
タータ
声 - 久川綾
身長：162cm / 好きなもの：父、母、武術訓練 とりあえず姉
チゼータ第二王女。気丈な性格で王族らしく正々堂々としているが、姉には頭が上がらない。本人曰く姉の笑顔ほど怖いものは無い。国土が狭いことを大変気にしており、領土拡大のためにセフィーロに侵攻する。あくまでも本人は武力併合ではなく、話し合いによる統合を望んでいた。姉とは対照的に男勝りな口調だが、興奮すると関西弁になる。
オートザム、チゼータとの3カ国会談の際、イーグルからセフィーロより撤退するよう提案があったが、国土滅亡の危機にあるオートザムが新天地を求め、セフィーロの人民を弾圧するかもしれないと考えたタータは、国軍を持たないセフィーロのために戦うことを決め提案を拒否。オートザムとの全面開戦に踏み切った。柱システム崩壊後、姉と共にチゼータの代表としてセフィーロを訪れている。
アニメ版では二度海と勝負するも、どちらも敗北している。
ラシーン
タトラを守る守護精霊で、タータのラクーンと総称して“ジン”と呼ばれる。ラクーンとは性格も多少異なるらしい。守護精霊を操るには相当強い心が必要。移動要塞「ブラヴァーダ」の艦首にある女神像の付近に、ラクーンと共に顕現する。
ラクーン
タータを守る守護精霊で、代々の王位継承者に憑く。固有の形態は持っていないため、何にでも変身できるが、基本的にはランプの精のような姿をしている。見た目はマッチョだが、女性が操っているため、気持ちの悪い動き方に拒絶反応を示す者も多い。
アニメではラシーンと合体して海とタータ・タトラが決闘した闘技場に変身した。

### セフィーロ（裏）
いずれもアニメ版のオリジナル敵キャラクターで二期から登場。アニメは原作と違いストーリーが大幅に変更されたものになっている。
デボネア
声 - 高畑淳子
アニメにおける最終ボス。柱を失ったことでセフィーロ全土の人間が抱いた恐怖などから具現化した存在であり、「セフィーロの民の心」でもある。すべてを闇の世界に沈めようとしている。ノヴァやアルシオーネをも己の目的のために利用する狡猾な性格。ノヴァを唆し利用した挙句斬り捨て、最終決戦では魔神レガリアの上半身部分の破片と同化、魔法騎士に最後の戦いを挑む。光たちを圧倒し、最強の魔法「閃光の螺旋」さえも凌ぎ切り、魔法騎士たちを恐怖させた。しかし、そのことを知ったセフィーロの民たちの生きる願いによって現れたセフィーロの証たる剣を手にした光の前に敗れ去った。デボネアを生み出したのは人々が持つ負の感情だったが、デボネアを打ち破ったのもまた人々の思いだった。
『ツバサ-RESERVoir CHRoNiCLE-』の高麗国編にて、キィシムとして正式にフィードバックされる。
ノヴァ
声 - 伊藤美紀
デボネアが作り上げた魔神レガリアを操る。デボネアを「（デボネア）お母様」と呼んで懐いている。光と顔がそっくりで、光と同じ炎の魔法が使える。
その正体は、光がエメロード姫との戦いの後にこの世界に残したやるせない心（後悔、怒りなど）から生まれた、もう1人の獅堂光とも言うべき存在。そのため、もともと光に対する異常な愛情と愛着を持っているが、全てを消せばヒカルは自分だけを見てくれるとデボネアに唆されたため、「ヒカルが好きなものはみんな嫌い!」と言い放つ、歪んだ妄執を抱くようになってしまった。最期は母と慕っていたデボネアに切り捨てられたが、そこへ現れた光から「嫌いな自分も抱えて生きていく」と手を差し出され和解。光と融合し一つの存在となった。

### 伝説の魔神
魔法騎士に力を貸して共に戦うと伝えられる存在。その正体は柱を殺すことを目的に創造された巨大ロボットで、普段は動物の姿で神殿に眠っている。
いずれも自らの意志を持ち、魔法騎士の意志の強さを認めた場合動物形態から巨大ロボット形態になり、魔法騎士を体内に取り込む形で共に戦うようになる。TVアニメ版では魔法騎士のことをそれぞれ名前で呼ぶ他、原作では末端肥大なデザインだった足が細くなっているなどデザインも若干アレンジされている。3人が愛用する武器と魔法を使用する他、3体の魔力を組み合わせた合体魔法「閃光の螺旋」が使用できる。また合体することで巨大な合体魔神レイアースとなる。
原作では創造主（モコナ）の下僕でもあり、モコナの前では謙遜した態度をとる。柱システムの崩壊を受け、モコナと共に別次元へと消えていった。
炎神レイアース
声 - 田中秀幸
光が操ることのできる炎の魔神（マシン）。一角と炎のたてがみがある赤い狼（獅子）の姿。炎の神殿で眠りについていて、巨大ロボット形態では赤く後頭部から炎を出し、先端に三本の爪の付いた盾を持つなど三体の中で唯一防具を装備している。イーグルいわく攻撃重視で、剣の威力は3機中最強。“炎”、“情熱”、“未来”を司る。
アニメ版では炎を出す位置が後頭部から背中に変わっている。第二章では、光の心に直接話しかけたこともあった。またレガリアとの初戦で剣を折れたことで消滅して敗北を喫した後、光が心の強さを取り戻し、剣が戻ったことで復活を遂げた。本編での登場は18話とかなり遅く主役ロボットとしては日本で放映された巨大ロボットアニメの中でも最遅である。
モコナ同様、自動車関係の名称が付いていない。RAY-EARTHは英語で「光る大地」。
OVA版ではレクサス（ライオンの姿）として登場したが、Vol.2で破壊された。初期設定の段階での命名案も「レクサス」だった。
海神セレス
声 - 玄田哲章
海が操ることのできる水の魔神。青い龍の姿。海の神殿で眠りについていて、魔法騎士三人が初めて出会った魔神でもある。海の心の強さを認めるもまだ十分ではないとして胸の宝石に宿り光が覚醒するまで再度眠りについた。“水”、“優しさ”、“現在”を司る。イーグルいわく機動力重視。
空神ウィンダム
声 - 大塚明夫
風が操ることのできる風の魔神。2対の翼がある緑色の鳳凰の姿。空の神殿で眠りについていた。セレスと同じく風の心の強さを認めた後は胸の宝石に入り眠りについた。“風”、“知性”、“過去”を司る。イーグルいわく防御重視。
合体魔神レイアース
3体の魔神が合体したもの。容姿はレイアースを主とし、主翼にウィンダムの羽、副翼にセレスの翼。セレスの尻尾は単体では青だが、こちらは赤になっている。原作ではエメロードを倒す時と柱への道から脱出する時の2回で最後は戦闘シーンは無い。アニメ版では同じくエメロードを倒す時とイーグルが殺された時とデボネアを倒す時の3回合体した。
閃光の螺旋（ひかりのらせん）
3体の魔神の魔力を収束させて放つ合体魔法。原作では魔神ザガートを3体で包囲し、それぞれが構えた武器に浮き出た紋章から魔力を放っていたが、アニメ版では3体のイメージカラーである赤、青、緑の魔力が魔法陣から放たれ、螺旋を描きながら1つの光に収束する描写となっている。第二章では合体魔神の指先から放たれた。OVA版では合体魔神レイアースが構えた剣の刃が左右に開き、そこから放射状に発射された魔力が1つの光に収束している。

### その他の魔神・ロボット
魔神ザガート
ザガートが魔法騎士を迎え撃つために、持てる心の力を注いで創造した魔神。ザガートと同じく、黒の甲冑をまとった中世騎士のような風貌、身につけた紫のマントはビーム系攻撃を弾く。凄まじい力で魔法騎士たちを圧倒するも、合体魔法「閃光の螺旋」を受けて本体は爆発。残った剣はエメロードが魔法騎士への復讐に使用したが、最後は彼女と共に消滅した。作中では名称不明だったが、サウンドトラックでは魔神ザガートと表記されていた。
魔神エメロード
ザガートを殺された怒りと憎しみに染まったエメロードが魔法騎士への復讐のために創造した魔神。4本足のケンタウロスのような姿（アニメ版では2本脚）。白を基調とするが、成長後のエメロードがまとう赤や紫といった濃い色も触手（髪）などに見受けられる。魔法騎士への激しい恨みと憎しみで、彼女たちをまったく寄せ付けなかったが、最後は合体魔神レイアースに胸を貫かれ消滅した。名称は作中では明らかにされず、サウンドトラックにて表記されていた。
FTO
メタリックな白を基調とした、オートザムのファイターメカ（ロボット）。イーグルの乗機。機動性と白兵戦に優れる。武装はビームソードとバルカン砲、捕獲バリア、シールド、またそれ以外にも多数のミサイルとシールド結界を張るビット状のメカがあるが、アニメでは描かれていない。原作におけるラストボスに当たる。
圧倒的な力を見せつけるが、柱候補として光と交戦中に右翼を破壊され、柱への道から脱出するときに消滅。
アニメ版48話では、ノヴァが駆る魔神レガリアとの戦闘で、ランティスの救出と引き換えに大破。さらにデボネアの攻撃によって消滅した。イーグル専用の配色と、量産型の配色の2種類があり、頭部とひざから下のデザインはイーグル専用機のみ異なる（装備は同じ）。
GTO
オートザムの緑色のファイターメカ。ジェオの乗機。ビーム砲とハーケンを装備し、遠距離戦に長ける。原作ではイーグルが起動パスワードを変えたために機能を停止、モニターに映る程度でしか登場しない。アニメではFTOと共に出撃し魔法騎士たちと戦った。
魔神レガリア
前述の通りアニメオリジナルの機体。ノヴァが操ることのできる黒い魔神で、デボネアが創造しノヴァに与えたもの。ノヴァと同様に光と同じ魔法を使いこなし、さらに他の魔導師を内部に取り込むことで、その者の魔法を操ることもできる。アニメ版48話においてFTOや合体魔神レイアースとの戦闘で破損し、用無しと見なしたデボネアの攻撃で下半身が吹き飛ばされ大破したが、残された上半身はデボネアによって回収され、魔法騎士を迎え撃つべくデボネアが融合し、最後の敵として立ちふさがる。デボネアと融合した際、彼女のシルエットを模した姿に変異した。

## 作中用語

### 戦艦・要塞
NSX
オートザムの巨大戦艦。ラグナ砲をはじめ多数のビーム砲やミサイル発射口、シールドなどを装備しており攻防共に戦闘能力は高い。また、FTOなどの戦闘マシーンを多数収容しリニアカタパルトを備える。
童夢
ファーレンの移動要塞。龍の形を模しており、炎のたてがみをなびかせて飛ぶ。タトラ曰く「長くてかわいい」らしい。龍の口部分から火球を発射できる。
ブラヴァーダ
チゼータの移動要塞。カレー鍋のような形をしている（アスカ談）。艦首からは守護精霊を出すことができる。また、船首の女性像の目からビームを放てる（原作では、その女性像の頭上に守護精霊が飛び出して実体化する）。

### その他の用語
魔法騎士（マジックナイト）
セフィーロに口伝えで残されている伝説。「セフィーロに危機が迫った時、異世界から魔法騎士が召喚され、魔神の力を借りて戦う」というもの。当初、主人公の3人はその伝説について「単純な勧善懲悪の物語」と誤解していた。実際は「柱」がセフィーロに害悪をもたらす存在になった時、「柱」を殺すために呼び出される異界の人間のことである。過去に最低でも1度は魔法騎士が召喚され、柱の交代がなされた模様。
原作では風が「魔法騎士（マジックナイト）」のみがセフィーロの言葉でなく英語である事に疑問を呈しており、終盤への伏線となっている。
柱
祈りの力で国を支えるセフィーロそのものである存在。生前退位や自死は許されず、セフィーロをひたすら愛することを求められている。国の安寧以外のことに少しでも心揺らぐことがあれば世界が崩壊への道を歩む。人一人が世界そのものを背負うというその重圧と「人柱」の如き残酷な運命から、セフィーロの人の中にもクレフのように「柱制度」に疑問を持つ者が存在する。作中では光が新たな「柱」になり、心の強さを持って願うことで「柱制度」を消滅させた。
原作ではその資格者にモコナから「道」が開かれたが、アニメではエメロード姫の宝冠が「柱の証」であり、その時々の資格者によって姿を変える。また証が安置されている部屋は、クレフの持つ指輪かザガートの鎧、ランティスの剣のどれかがなければ扉が開かず、「意識を持つ水」が証を護っていて、入った者が資格者でなければ命を落とす。
沈黙の森
セフィーロにある森。当初プレセアが住んでいた。この森では結界の力で魔法は使えず、呪文を唱えても魔法は発動しない。魔物が徘徊しており、エテルナにある伝説の鉱物エスクードを求めてこの森に入った戦士たちは誰一人帰って来なかったという。
エテルナ
エスクードがあるという伝説の泉。沈黙の森を出た先にある。横から見るとただの線が空中に浮いているようにしか見えないが、上から見てみると泉に見える“二次元の泉”である。海からは「妙な泉」と俗称が付けられた。
この泉の中で光たちはエスクードを手に入れるための試練を受けたが、それは光たちがそれぞれ大切に思っている存在の幻影に攻撃されるという内容だった（光は愛犬の閃光、海は両親。風は自分自身で、幻影を攻撃すると自らも傷ついた）。
エスクード
魔法騎士専用の武器を作るために必要な、伝説の鉱物。これで作られた武器は、持ち主の成長に合わせて形状を変えていき、持ち主以外が触れても扱えないようになっている（光の剣は炎を発し触れた者が燃え、海の剣は水のように流れ落ち、風の剣は地面にめり込むほど重くなる）。
鉱物の状態では中心にスズキのマークが掘られている。
魔神（マシン）
セフィーロにおける巨大ロボットの総称。本来は魔法騎士に力を貸す存在とされる伝説の3体を指すが、ザガートやエメロード姫が自らの魔法で生み出したものや、アニメ版でデボネアがノヴァ用に創ったものも便宜上「魔神」とされる。
いずれも操縦者と一体となって動き、魔神が負傷すると操縦者の身体も同じように負傷する。また、操縦者の魔法を繰り出したり、操縦者の武器を魔神の外に具現化（逆に魔神が拾った武器を操縦者が所持することも）できる。
光の道
オートザム、チゼータ、ファーレンがセフィーロへ向けて伸ばしてきた、移動のための通路のようなもの。作り出すためにはかなりの精神力を必要とする。クレフは「これを作り出せる者が柱候補である」という推測を立てていた。
精神エネルギー
オートザムの機械全般を動かすために必要な燃料。心の力が全てを決めるセフィーロと意味は似通っているが、オートザムの場合は人間が持つ精神力であり、生きるための力その物であるため、オートザム人はまさに寿命を削りながら生活している。
アニメ版では、高度に機械化した影響で惑星自体が膨大な精神エネルギーを必要としているため、すでに枯渇が始まっており、それを食い止める術を柱システムに見出し、セフィーロへ侵攻してきた（原作では環境汚染が深刻な状態になったため）。
幻術
ファーレン皇室に代々伝わる術。筆で書いた絵を実体化させたり（画竜転生の術）、糸を使って他のものを操ったり（幻術糸）することができる。膨大な心の力を必要とし、劇中では多用したアスカが過労で倒れた。術者はアスカとチャンアン（未使用）。

## アニメ

### テレビアニメ
読売テレビ制作・日本テレビ系列（NNS加盟局）にて1994年10月17日から1995年11月27日まで月曜日の19時30分から20時00分に放送された。本編は全49話だが、1995年12月23日には総集編「マジックナイト・レイアース増刊号」が放送された。また、レギュラー放送の第9話（1994年12月12日放送）については、第8話までの総集編と本編を合わせた60分スペシャルとして放送された。
本作は芸術文化振興基金助成事業の一環として制作されているため、第一章のOPタイトルの下にはそのシンボルロゴと「芸術文化振興基金助成作品」がクレジットされている。
本作で一度中断した月曜19時台のアニメ枠が復活し、2009年4月に『サプライズ』が平日19時台に設置されるまで一貫してアニメが放送された。当初の放送期間は1年間だったが、3か月延長された。一部のスタッフ・キャストを引き継いだ上で後番組として開始し、現在も時間帯を変えて継続している『名探偵コナン』が年が明けた翌年1月8日からスタートしたのはこのためである。なお11月で終了となっているのは年末年始の特別編成によるもので、12月から翌年1月1日は単発特番や後続の『世界まる見え!テレビ特捜部』の2時間スペシャルで『コナン』開始までつなぐ形をとった。1995年12月23日の総集編は土曜日の放送である。
プロデューサーの諏訪道彦によると、グッズの売り上げは上々で内容の評価も高い作品ではあったが、視聴率だけは低かったとのこと。
メインタイトルロゴ『魔法騎士レイアース』の表記が全部カタカナの『マジックナイト・レイアース』に直されたのは第43話（1995年10月16日放送分）から。なお、放送中の1995年10月より、東京ムービー新社は「キョクイチ東京ムービー」と表記変更（合併は11月）したが、アニメ本編終了まで「東京ムービー新社」名義でクレジットされていた（12月の総集編ではそれ以前の社名である「東京ムービー」名義で表示）。現在の再放送（並びにデジタルリマスター版）は「トムス・エンタテインメント」名義でクレジットされている。再放送でも1時間スペシャルの次回予告および放送日もそのまま放送されており、その際「次回はこの内容を変更して放送します。」「この番組は1995年○月○日に放送されたものです。」と続けてテロップされた。
「マジックナイト・レイアース増刊号」はアニメの総集編の他、キャラクターや名場面をピックアップした特別編となっており、光役の椎名、海役の吉田、風役の笠原が顔出しで出演した。
原作とは設定や話の展開が異なる部分が多く、特に第二章は大きく異なっている。アニメオリジナルストーリーが多い。
第一章のEDの動画でプレセアの衣装が変化している。
セガのTOY部門がキャラクターグッズを展開。放映当時『レイアース』を実写版で製作しCMで放映していた。このときの光、海、風の3人を演じていたのは南青山少女歌劇団のメンバーである（光役：広橋佳以、海役：飯田未、風役：千葉紗子）。
BGMの楽曲は『CDシアター ドラゴンクエスト』のコンセプトを踏襲して、同じ作曲家が作っている。
1995年1月16日放送分の第11話「異世界セフィーロの魔神伝説」の翌日に阪神・淡路大震災が発生。連日民放各社が時間帯に関係なく地震報道を放送している中、被災地のキー局である読売テレビは、翌週の第12話「恐るべき幻惑士 カルディナ」を予定通り放送した。
第一章オープニングで、田村直美が歌った「ゆずれない願い」は売り上げ100万枚を越えるヒットを記録し、田村は同曲で1995年の『第46回NHK紅白歌合戦』に出場した。

#### 声の出演
主要な声の出演については、登場キャラクターの節を参照のこと。
- ミラ - 今井由香
- セラ - こおろぎさとみ
  - ※ミラ、セラ、シエラ、イノーバ、ノヴァ、デボネアはTVアニメ版オリジナルキャラクター（セラはセガサターン版のゲームでは別の設定で登場。声優は同じくこおろぎさとみ）。
- 獅堂覚（しどう さとる、光の長兄） - 飛田展男
- 獅堂優（しどう まさる、光の次兄） - 千葉一伸
- 獅堂翔（しどう かける、光の三兄） - 菊池正美
- 海のパパ - 塩沢兼人
- 海のママ - 伊藤美紀
- 長谷川 - 冬馬由美（9話）
- 鳳凰寺空（ほうおうじ くう、風の姉） - 小林優子
- ナレーション - 島津冴子、吉成圭子（19話、各種特別編のみ）

#### スタッフ
- 原作・オリジナルデザイン→キャラクター原案 - CLAMP
- 監督 - 平野俊弘
- シリーズ構成 - まるおけいこ・中村修（18話まで）、大川七瀬（19話以降）
- シリーズ構成監修 - 大川七瀬（18話まで）
- 脚本協力 - 大川七瀬（18話まで）
- 脚本原案 - まるおけいこ（18話まで）
- キャラクターデザイン - 石田敦子
- モンスターメカデザイン - 山根理宏（やまねまさひろ）
- デザインワークス - 森木靖泰（21話以降）
- オープニングディレクター - 大張正己
- 美術監督 - 石垣努
- 撮影監督 - 野村隆
- 音響監督 - 浦上靖夫
- 音楽プロデューサー - 堀尾裕樹（ポリグラム）
- 音楽 - 松尾早人
- 音楽監修 - すぎやまこういち
- 編集 - 岡安肇
- 色彩設計 - 平山礼子
- 文芸担当 - 小野田博之
- 制作担当 - 小島哲
- CG製作 - 中川真一、小野弘司
- CG協力 - Kodak
- プロデューサー - 諏訪道彦（読売テレビ）、中村重喜（電通）、岩田幹宏→吉岡昌仁（東京ムービー新社）
- 制作協力 - 電通
- 製作 - 読売テレビ、東京ムービー新社

#### 主題歌
これらの曲の歌詞には全て主人公3人の名である「光」「海」「風」の文字が入っている。

##### 第一章
オープニングテーマ
「ゆずれない願い」
作詞・歌 - 田村直美 / 作曲 - 田村直美、石川寛門 / 編曲 - 鷹羽仁、井上龍仁
第1回アニメーション神戸 主題歌賞受賞曲。
エンディングテーマ
「明日への勇気」（第1 - 19話）
作詞・作曲 - 前田克樹 / 編曲 - 根岸貴幸 / 歌 - 吉成圭子
「明日への勇気 アコースティック・ヴァージョン」（第20話）
作詞・作曲 - 前田克樹 / 編曲 - 根岸貴幸 / 歌 - 吉成圭子

##### 第二章
オープニングテーマ
「キライになれない」（第21 - 42話）
作詞・作曲・編曲 - 高橋研 / 歌 - 中村あゆみ
テレビ放送のみ別バージョンOP映像が第21話から30話まで放送されていたが、DVD版では収録されていない。
「光と影を抱きしめたまま」（第43 - 49話）
作詞 - 田村直美 / 作曲 - 田村直美、石川寛門 / 編曲 - 鷹羽仁、井上龍仁 / 歌 - 田村直美
エンディングテーマ
「ら・ら・ば・い〜優しく抱かせて」（第21 - 42話）
作詞 - 有森聡美 / 作曲 - MIO / 編曲 - 富田素弘 / 歌 - 本田美奈子
「いつか輝く」（第43 - 49話）
作詞 - 及川眠子 / 作曲 - 湯川トーベン / 編曲 - 松尾早人 / 歌 - 吉成圭子

#### 各話リスト
| 話数   | サブタイトル                   | 脚本         | 絵コンテ                       | 演出           | 作画監督                              | 放送日          |
| 第一章 | 第一章                         | 第一章       | 第一章                         | 第一章         | 第一章                                | 第一章          |
| ------ | ------------------------------ | ------------ | ------------------------------ | -------------- | ------------------------------------- | --------------- |
| 1      | 伝説のマジックナイト始動       | まるおけいこ | 平野俊弘                       | 元永慶太郎     | 石田敦子                              | 1994年 10月17日 |
| 2      | 沈黙の森の創師プレセア         | まるおけいこ | 千明孝一                       | 千明孝一       | 後藤圭二                              | 10月24日        |
| 3      | 謎の美少年剣士フェリオ         | まるおけいこ | 新田義方                       | 新田義方       | 竹内昭                                | 10月31日        |
| 4      | 執念の魔操士アルシオーネ       | 中村修       | 亀垣一                         | 亀垣一         | 本橋秀之                              | 11月7日         |
| 5      | 伝説の鉱物エスクード           | 中村修       | 中山岳洋                       | 元永慶太郎     | 中山岳洋                              | 11月14日        |
| 6      | 命をかけたプレセアの武器       | まるおけいこ | 飯島正勝                       | 保谷太郎       | 小林多加志                            | 11月21日        |
| 7      | 捨て身のフェリオ砂漠の恋       | まるおけいこ | 千明孝一                       | 千明孝一       | 後藤圭二                              | 11月28日        |
| 8      | 召喚士アスコットの恐怖の罠     | 中村修       | 小枝マリ                       | 新田義方       | 竹内昭                                | 12月5日         |
| 9      | マジックナイト最大の危機!      | まるおけいこ | 亀垣一                         | 亀垣一         | 本橋秀之                              | 12月12日        |
| 10     | よみがえる伝説の魔神セレス     | 中村修       | 平野俊弘                       | 元永慶太郎     | 中山岳洋                              | 1995年 1月9日   |
| 11     | 異世界セフィーロの魔神伝説     | まるおけいこ | 松村康弘                       | 中野頼道       | 小林多加志 久保博志                   | 1月16日         |
| 12     | 恐るべき幻惑士カルディナ       | 中村修       | まついひとゆき                 | まついひとゆき | 後藤圭二                              | 1月23日         |
| 13     | この世界でいちばん大切なもの   | 中村修       | 千明孝一                       | 千明孝一       | 平山円                                | 1月30日         |
| 14     | 光、海、風のゆずれない願い     | 大川七瀬     | 亀垣一                         | 亀垣一         | 本橋秀之                              | 2月6日          |
| 15     | 第二の魔神・空神ウィンダム     | まるおけいこ | 小枝マリ                       | 元永慶太郎     | 中山岳洋                              | 2月13日         |
| 16     | 強敵!剣闘士ラファーガ          | 中村修       | まついひとゆき                 | まついひとゆき | 後藤圭二                              | 2月20日         |
| 17     | イノーバの正体とよみがえる記憶 | 大川七瀬     | 中野頼道                       | 中野頼道       | 中島弘明                              | 2月27日         |
| 18     | 最後の魔神・炎神レイアース     | 中村修       | 千明孝一                       | 千明孝一       | 平山円                                | 3月6日          |
| 19     | 対決!魔法騎士VSザガート        | 大川七瀬     | 亀垣一                         | 亀垣一         | 本橋秀之                              | 3月13日         |
| 20     | 伝説の魔法騎士!驚異の真実      | 大川七瀬     | 中山岳洋                       | 元永慶太郎     | N/A                                   | 3月20日         |
| 第二章 |                                |              |                                |                |                                       |                 |
| 21     | 出発（たびだち）と新たな絆     | 大川七瀬     | まついひとゆき                 | まついひとゆき | 後藤圭二                              | 4月10日         |
| 22     | セフィーロと三つの国           | 大川七瀬     | 小枝マリ                       | 元永慶太郎     | 平山円                                | 4月17日         |
| 23     | オートザムの侵攻とランティス   | 大川七瀬     | 高木真司                       | 高木真司       | 渡部迅子                              | 4月24日         |
| 24     | 魔法騎士と戦艦NSX              | 大川七瀬     | 中山岳洋                       | 中野頼道       | 中山岳洋                              | 5月1日          |
| 25     | 光と夢の中のノヴァ             | 大川七瀬     | 佐藤真人                       | 長岡康史       | 山根理宏                              | 5月8日          |
| 26     | 魔法騎士とファーレンのアスカ   | 大川七瀬     | まついひとゆき                 | まついひとゆき | 後藤圭二                              | 5月22日         |
| 27     | セフィーロの柱の秘密           | 大川七瀬     | 岡崎幸男                       | 岡崎幸男       | 平山円                                | 6月5日          |
| 28     | 光とランティスの危険な旅       | 大川七瀬     | 小枝マリ                       | 元永慶太郎     | 中山岳洋                              | 6月12日         |
| 29     | イーグルと捕らわれた光         | 大川七瀬     | 中山岳洋                       | 中野頼道       | 阿部純子                              | 6月19日         |
| 30     | ノヴァと悪魔の魔神レガリア     | 大川七瀬     | きくちみちたか                 | 元永慶太郎     | 石田敦子                              | 6月26日         |
| 31     | チゼータの移動要塞と戦えない光 | 大川七瀬     | まついひとゆき                 | まついひとゆき | 後藤圭二                              | 7月3日          |
| 32     | 海・風とファーレン・チゼータ   | 大川七瀬     | 篠原俊哉                       | 岡崎幸男       | 平山円                                | 7月10日         |
| 33     | 光の願いとプレセアの秘密       | 大川七瀬     | まついひとゆき                 | まついひとゆき | 中山岳洋                              | 7月17日         |
| 34     | 光と引き裂かれた友情           | 大川七瀬     | 中山岳洋                       | 中野頼道       | 阿部純子                              | 7月24日         |
| 35     | 海とタータ・タトラの野望       | 大川七瀬     | 小枝マリ                       | 元永慶太郎     | 山根理宏                              | 7月31日         |
| 36     | 風対アスカ!命がけの弓勝負      | 大川七瀬     | 鍋島修                         | 長岡康史       | 後藤圭二 門之園恵美                   | 8月7日          |
| 37     | 甦れ!光の剣                    | 大川七瀬     | まついひとゆき                 | まついひとゆき | 平山円 西岡忍                         | 8月14日         |
| 38     | イーグル・セフィーロ城総攻撃!  | 大川七瀬     | 亀垣一                         | 亀垣一         | 後野真津里                            | 8月21日         |
| 39     | セフィーロ城大混戦!            | 大川七瀬     | 中山岳洋                       | 岡崎幸男       | 石野聡 木﨑文智                       | 8月28日         |
| 40     | 魔法騎士とひとときの安らぎ     | 大川七瀬     | 佐藤真人                       | 元永慶太郎     | 西岡忍                                | 9月4日          |
| 41     | ノヴァとの戦いと魔物の正体     | 大川七瀬     | まついひとゆき                 | まついひとゆき | 服部和美 河村明夫                     | 9月11日         |
| 42     | 巨大サンユンVSNSX!             | 大川七瀬     | 小枝マリ                       | 元永慶太郎     | 平山円 石野聡                         | 9月18日         |
| 43     | 王冠の部屋と柱の記憶           | 大川七瀬     | 中山岳洋                       | 長岡康史       | 中山岳洋                              | 10月16日        |
| 44     | 真剣勝負!海VSタータ・タトラ    | 大川七瀬     | なかやまたけひろ               | 中野頼道       | やまねまさひろ 平山円 西岡忍 坂井久美 | 10月23日        |
| 45     | 絶体絶命!ランティスの危機      | 大川七瀬     | まついひとゆき                 | まついひとゆき | 門之園恵美                            | 10月30日        |
| 46     | 光・衝撃!ノヴァの真実          | 大川七瀬     | 佐藤真人                       | 元永慶太郎     | 西岡忍                                | 11月6日         |
| 47     | 真の柱は!?光か、イーグルか!?   | 大川七瀬     | 岡崎幸男 まついひとゆき 鍋島修 | 岡崎幸男       | 石野聡                                | 11月13日        |
| 48     | 果てしない戦い!                | 大川七瀬     | 小枝マリ                       | 元永慶太郎     | 平山円                                | 11月20日        |
| 49     | 勝利への道!信じる心が開く明日! | 大川七瀬     | まついひとゆき                 | まついひとゆき | 石田敦子 やまねまさひろ               | 11月27日        |

#### ネット局
出典は1995年9月時点のものとする。
| 放送対象地域  | 放送局             | 系列                          | ネット形態                     |
| ------------- | ------------------ | ----------------------------- | ------------------------------ |
| 近畿広域圏    | 読売テレビ         | 日本テレビ系列                | 制作局                         |
| 北海道        | 札幌テレビ         | 日本テレビ系列                | 同時ネット                     |
| 青森県        | 青森放送           | 日本テレビ系列                | 同時ネット                     |
| 岩手県        | テレビ岩手         | 日本テレビ系列                | 同時ネット                     |
| 宮城県        | ミヤギテレビ       | 日本テレビ系列                | 同時ネット                     |
| 秋田県        | 秋田放送           | 日本テレビ系列                | 同時ネット                     |
| 山形県        | 山形放送           | 日本テレビ系列                | 同時ネット                     |
| 福島県        | 福島中央テレビ     | 日本テレビ系列                | 同時ネット                     |
| 関東広域圏    | 日本テレビ         | 日本テレビ系列                | 同時ネット                     |
| 新潟県        | テレビ新潟         | 日本テレビ系列                | 同時ネット                     |
| 長野県        | テレビ信州         | 日本テレビ系列                | 同時ネット                     |
| 山梨県        | 山梨放送           | 日本テレビ系列                | 同時ネット                     |
| 静岡県        | 静岡第一テレビ     | 日本テレビ系列                | 同時ネット                     |
| 富山県        | 北日本放送         | 日本テレビ系列                | 同時ネット                     |
| 石川県        | テレビ金沢         | 日本テレビ系列                | 同時ネット                     |
| 中京広域圏    | 中京テレビ         | 日本テレビ系列                | 同時ネット                     |
| 島根県 鳥取県 | 日本海テレビ       | 日本テレビ系列                | 同時ネット                     |
| 広島県        | 広島テレビ         | 日本テレビ系列                | 同時ネット                     |
| 山口県        | 山口放送           | 日本テレビ系列                | 同時ネット                     |
| 徳島県        | 四国放送           | 日本テレビ系列                | 同時ネット                     |
| 香川県 岡山県 | 西日本放送         | 日本テレビ系列                | 同時ネット                     |
| 愛媛県        | 南海放送           | 日本テレビ系列                | 同時ネット                     |
| 高知県        | 高知放送           | 日本テレビ系列                | 同時ネット                     |
| 福岡県        | 福岡放送           | 日本テレビ系列                | 同時ネット                     |
| 長崎県        | 長崎国際テレビ     | 日本テレビ系列                | 同時ネット                     |
| 熊本県        | くまもと県民テレビ | 日本テレビ系列                | 同時ネット                     |
| 鹿児島県      | 鹿児島讀賣テレビ   | 日本テレビ系列                | 同時ネット                     |
| 福井県        | 福井放送           | 日本テレビ系列 テレビ朝日系列 | 同時ネット                     |
| 大分県        | テレビ大分         | 日本テレビ系列 フジテレビ系列 | 同時ネット                     |
| 沖縄県        | 琉球放送           | TBS系列                       | 水曜 16:00 - 16:30に遅れネット |

| 読売テレビ制作・日本テレビ系列 月曜19:30枠（本作以降再びアニメ枠） | 読売テレビ制作・日本テレビ系列 月曜19:30枠（本作以降再びアニメ枠） | 読売テレビ制作・日本テレビ系列 月曜19:30枠（本作以降再びアニメ枠） |
| 前番組                                                             | 番組名                                                             | 次番組                                                             |
| ------------------------------------------------------------------ | ------------------------------------------------------------------ | ------------------------------------------------------------------ |
| 即席!明るい改造計画 （1994年4月11日 - 1994年9月12日）              | 魔法騎士レイアース （1994年10月17日 - 1995年11月27日）             | 名探偵コナン（第1話 - 第514話） （1996年1月8日 - 2008年9月8日）    |

#### ビデオ・DVD・BD
ビデオソフト
- レンタル用VHS版：第一章5+第二章7の全12巻
- 店頭販売用VHS版：第一章7+第二章10の全17巻
- LD版：第一章5+第二章7+特別編1の全13巻

3バージョン共に1995年3月 - 1996年4月にポリグラムからリリースされた。
DVD-BOX
- 第1版：第一章4+第二章6の全10巻編成で、1999年6月16日にポリグラムからリリースされた。
- 第2版：第一章4+第二章6+特別編1+サントラCD1の全12巻編成で、2005年5月27日にバンダイビジュアルからリリースされた。

DVD（単品）
- 2005年12月23日から2006年2月24日にかけて、バンダイビジュアルより全10巻でリリースされた。レンタルはされていない。

BD-BOX
- BD50G×7枚：約1205分（本編約1195分+特典約10分）+特典DVD：約135分
- 2014年10月29日にリリース。テレビアニメ版すべてを収録。OVA版『レイアース』全3話も特典DVDとして収録。
- キャラクターデザイン・石田敦子描き下ろし収納ボックス＆インナージャケット3種。

### OVA
OVA版『レイアース』は全3巻で、VHS/LD版が1997年7月25日 - 12月10日にポリグラムから、DVD-BOX版が2002年11月27日に講談社からリリースされた。他に『特別編 -希望の翼-』（ディレクターズカット版）はVHS/LD版が1998年にポリグラムから発売されている。また、2014年10月に発売された『魔法騎士レイアース』のBD-BOXに、このOVA版も特典DVDとして収録されている。
原作・TVアニメ版とは大きく設定が異なり、OVAオリジナルストーリーとなっている。スタッフも大幅に変更されているが、担当声優は同じ。ナレーションは田中秀幸が担当。

#### OVA版の主な設定
- 異世界「セフィーロ」の人々や魔神が地球の東京に出現し、光、海、風が地球の運命を懸けた戦いに巻き込まれていくストーリー。
- 原作・TVアニメ版にあったような明るさ・ギャグ的要素はほとんどなく、シリアスな内容になっている。
- 光、海、風は、原作・TVアニメ版では中学2年生だが、このOVA版では中学卒業間際。
- 光、海、風の3人が最初から同じミッション系の中学校[注釈 7]に通っている[注釈 8]。
- 光、海、風が学校で所属している部活動が、原作・TVアニメ版とは異なる[注釈 9]。
- 魔神の格好が生物的。また、魔神の内部では、光たちは全裸。
- 光が操る魔神の名前が、原作・TVアニメ版では「レイアース」だったが、このOVA版では「レクサス」となっている。そして、レクサス、セレス、ウィンダムが合体した形態の名称が「レイアース」となっている。
- エメロード姫の弟は、原作・TVアニメ版ではフェリオだったが、このOVA版ではイーグルになっている。
- エメロード姫が精霊のような存在であり、死亡しない。
- イーグルを除くセフィーロ外のキャラクターやアニメオリジナルキャラクターは登場しない。また、カルディナ、ラファーガも登場しない。
- 光とクレフの身長が、原作・TVアニメ版よりもやや高い。

など。

#### スタッフ（OVA）
- 監督 - 平野俊貴
- 脚本 - 中村学
- キャラクターデザイン - 門之園恵美
- 魔神デザイン原案 - キクチミチタカ
- 絵コンテ - 平野俊貴、まついひとゆき
- 演出 - 元永慶太郎、模財久太郎（3）
- メカデザイン - 紺野直幸
- 精獣デザイン - 後藤圭二
- 作画監督 - 西岡忍（1、3）、斎藤久（2）、宍戸久美子・糸島雅彦（3）
- 美術監督 - 加藤浩、佐藤勝（3）
- 色彩設計 - 中山久美子
- 撮影監督 - 野村隆
- 編集 - 岡安肇
- 音響監督 - 浦上靖夫、小林克良
- 音楽 - 佐橋俊彦
- プロデューサー - 角田研、山内文恵、吉岡昌仁
- アニメーション制作 - トムス・エンタテインメント
- 製作 - 講談社、ポリグラム、トムス・エンタテインメント

#### 主題歌（OVA）
エンディング「All You Need Is Love」
作詞・歌 - 田村直美、作曲 - 田村直美・Joey Carbone、編曲 - Ichiro

## ゲーム

### 魔法騎士レイアース（セガサターン）
1995年8月25日にセガより発売されたアクションRPG。キャッチコピーである「ハマるロープレ」シリーズの第3弾。開発担当は「ファンタシースターシリーズ」や後に『サクラ大戦』を手掛けるセガ第二CS研究開発部。初回版は三平方BOX仕様に加え、レイアースファンブックおよびパワーメモリー用のインデックスシールが付いた。米国ではサターン最後のソフトとして発売された。
マップを移動しながら、画面上に点在する敵キャラクターを操作キャラクターで倒していく戦闘システム。ボスにはいわゆる根負けシステムが採用されており、負けてもゲームオーバーにはならず再戦すると弱体化している。最終決戦は魔神を切り替えて戦闘を行うシューティング風のゲームになっている。
画面演出には、階段で他階に移動する際の風景は切り替えや暗転を使用せずに連続的に切り替えるというシステムを採用している。この独特な演出はセガの自社製作であり、続作の『サクラ大戦』などの画面演出の原形となっている。
ほぼフルボイスになっており、流し台やタンスなど特に意味のない物に対しても先頭のメンバーがセリフをしゃべる。イベントごとには3人それぞれの絵日記（ゲームの進行そのものには影響しない）が追加されていく。
物語の発端と最終的な目的以外は、原作・アニメ版とも異なったストーリー展開となっており、オリジナルキャラクターも多数登場する（上記で説明のあった「セラ」はこのゲームでは10歳の少女という設定になっている）。イベントシーンなどにアニメーションが多数挿入されており、序盤は本編からの流用が多いものの、風の武器が剣から弓に変更されていることや、ほぼオリジナルストーリーだということもあり、中盤以降はアニメスタッフによる新規描き下ろしアニメが多用されている。原作・アニメ版では成長と共に長大化していく剣を使っていた風だが、このゲームでは最後まで弓を使用する（つまりエスクード製の弓である）。また、原作・アニメ版には登場しないオリジナルの魔法や技が複数登場する。ザガート側の人物のうち、ザガート、エメロード姫、イノーバ、アルシオーネは魔法騎士に敗れて、アスコットは半狂乱になったカルディナの一撃を受けて、カルディナとラファーガ（洗脳）はイノーバに処刑される（原作ではアルシオーネ、TVアニメ版ではイノーバを除いて全員生存）。一方でプレセアはTVアニメ版のように途中で死亡せず最後まで生存している。また、フェリオとエメロード姫の関係については、このゲームでは何も触れられていない。
魔神の声はスタッフロールではセレス表記のみだが、レイアース、ウィンダムも玄田哲章が担当している。
ゲームオリジナルキャラクターとしてルキノ（秋元羊介）、カルタス（速水奨）、セラ（こおろぎさとみ）、アベニール（梅津秀行）、アルティナ（皆口裕子）、ネロ（山田恭子）が登場する。
主題歌はTVアニメと同じ「ゆずれない願い」。
キャスト
- 獅堂光：椎名へきる
- 龍咲海：吉田古奈美
- 鳳凰寺風：笠原弘子
- エメロード：緒方恵美
- クレフ：佐々木望
- モコナ：白鳥由里
- フェリオ：山崎たくみ
- プレセア：篠原恵美
- ラファーガ：岸野幸正
- セレス：玄田哲章
- ザガート：小杉十郎太
- イノーバ：置鮎龍太郎
- アルシオーネ：天野由梨
- カルディナ：永島由子
- アスコット：高山みなみ
- ルキノ：秋本洋介
- カルタス：速水奨
- セラ：こおろぎさとみ
- アベニール：梅津秀行
- アルティナ：皆口裕子
- ネロ：山田恭子

ゲームスタッフ
- 原作・オリジナルデザイン：CLAMP
- ディレクター：小玉理恵子
- ゲームデザイン&シナリオ：西山彰則
- システム仕様：荷村知宏、向山彰彦
- アートディレクター：山口恭史
- キャラクター制作：中崎光康、西野歩、岡田谷弥栄子、津川一吉
- サウンドディレクター：牧野幸文
- ゲームBGM&SE：和智弥生、岡元清郎
- 作曲・編曲：松尾早人
- プロデューサー：山田辰夫、神谷眞
- エグゼクティブ・プロデューサー：重田守
- 制作：セガ・エンタープライゼス

アニメーションスタッフ
- 監修：平野俊弘
- 演出：元永慶太郎
- キャラクターデザイン：石田敦子
- モンスターメカデザイン：山根理宏
- 作画監督：長野伸明
- 美術監督：石垣努
- 撮影監督：長谷川肇
- 音響監督：浦上靖夫、小林克良
- 編集：岡安肇
- 色彩設計：平山礼子
- 企画開発：野田直彦
- 企画協力：宮川明子
- プロデューサー：岩田幹宏
- アシスタントプロデューサー：水沼健二
- 制作担当：伊藤隆
- 制作進行：後藤洋輝
- 制作協力・原画・作画：スタジオ テイク・オフ
- 色指定：清水千世子
- 特殊効果：林好美
- アニメーション制作：東京ムービー新社

### 魔法騎士レイアース（ゲームギア）
1994年12月16日にセガより発売されたRPG。対応ハードはゲームギアで、同日に「ゲームギア キャラクターパック 魔法騎士レイアース」として、ゲームギア本体との同梱版も発売された。レイアースのロゴとモコナがプリントがされたゲームギア本体（色はレッド）と本カセット、モコナのアミュレットがセットになっている。カセットも本体カラーに合わせ赤色になっている（通常は黒）。
ストーリーはオリジナルで、姿を消してしまったモコナを追うというものになっている。フェリオが変装の達人となっているなど、原作とは一部設定が異なり、魔法に関しても原作とは効果が全く違うものがある。
戦闘シーンはスロットバトルと呼び、ルーレットで攻撃の順番が決まり、ルーレットの回転が速いほど攻撃力が上がるというシステムになっている。
本作のストーリーをもとにした外伝漫画がるんるんに掲載された（設定資料集に再録されている）。

### 魔法騎士レイアース2 〜 making of magic knight 〜
1995年8月4日にセガより発売された育成シミュレーションゲーム。対応ハードはゲームギア。なお、サターン版とゲームギアの2作のCMはすべて光、海、風の3人の実写版で製作された。
再びセフィーロに戻ってきた3人を魔法騎士に育てるのが目的。勉強や訓練を行うだけでなく、3人を冒険の旅に送り出すことも可能。育て方によっては魔法騎士以外にも剣士や魔術師などにもなり、状態に応じてリアクションが変化する。8つの育成メニューを毎日1つ実行して50日間で3人のパラメータを上げていく。
魔法騎士にするにはアイテムの入手が必要であり、3人同時に魔法騎士にするにはメモを取りながらの複数回プレイが必要。主人公3人の成長度合いでエンディングが変化する。
タイトルBGMに第2章オープニングテーマである「キライになれない」が使用されている。

### 魔法騎士レイアース（スーパーファミコン）
1995年9月29日にトミーより発売されたRPG。対応ハードはスーパーファミコン。
原作の第1部をベースにしているが、原作やアニメにはない多彩な魔法が用意されている。3人の冒険だが、途中ではフェリオ、アスコット、カルディナ、ラファーガと共に冒険を続けるシーンもある。各キャラクターの掛け声も聞ける（味方キャラクターのみ）。
プレセアは最後まで生きており、クレフも石にはならない。1周目のエンディングはバッドエンドだが、2周目以降はハッピーエンドになるというやり込みを狙った隠し要素も存在する。
※ゲーム画面に表示された技の説明文を記述する。
| 獅堂光のマジック 炎の矢（ほのおのや） 燃え盛る炎を敵に放つ。 紅い稲妻（あかいいなずま） 稲妻を敵に落とす。 火焔の舞（ひえんのまい） 炎の竜巻が敵を包む。 炎の隕石（ほのおのいんせき） 炎の塊を敵にぶつける。 逆巻く炎（さかまくほのお） 火柱が敵を燃やし尽くす。 紅い波動（あかいはどう） 熱い波が敵を包む。 真紅の業火（しんくのごうか） 熔岩を噴き上げる。 白き閃光（しろきせんこう） 聖なる光が敵を浄化する。 炎の爪（ほのおのつめ） レイアースの爪が敵を切り裂く。 炎の叫び（ほのおのさけび） レイアースの息吹で攻撃。 真紅の螺旋（しんくのらせん） レイアースが螺旋の炎で攻撃。 炎の剣（ほのおのけん） レイアースの剣が敵を斬る。 |  | 龍咲海のマジック 水の龍（みずのりゅう） 水の龍が敵を襲う。 蒼い竜巻（あおいたつまき） 巨大な竜巻を発生させる。 海流の波（かいりゅうのなみ） 津波が敵を押し流す。 水龍の滝（すいりゅうのたき） 地下水を吹き上げる。 水の刃（みずのやいば） 速い水が敵を切り裂く。 氷の乱舞（こおりのらんぶ） 氷の吹雪が敵を襲う。 龍鱗の盾（りゅうりんのたて） 水の壁が味方を防御。 波紋の鎖（はもんのくさり） 水の鎖が敵を動けなくする。 魔神の拳（ましんのこぶし） セレスが敵を殴る。 蒼い波紋（あおいはもん） セレスが水の環を打ち出して攻撃。 蒼き咆哮（あおきほうこう） セレスの咆哮で敵を攻撃。 蒼い牙（あおいきば） セレスの剣で敵を斬る。 |  | 鳳凰寺風のマジック 癒しの風（いやしのかぜ） 聖なる風が傷を癒やす。 風の旋律（かぜのせんりつ） 味方の状態を正常にする。 碧の疾風（みどりのしっぷう） カマイタチが敵を切り刻む。 風の怒り（かぜのいかり） 激しい風を巻き起こす。 防りの風（まもりのかぜ） 空気の壁が味方を防御。 風の精霊（かぜのせいれい） 風の精霊が気絶を回復。 戒めの風（いましめのかぜ） 風の帯が敵の動きを封じる。 香雲の風（こううんのかぜ） 必殺の一撃が出やすくなる。 碧の翼（みどりのつばさ） ウィンダムの起こす風が味方を護る。 碧の力（みどりのちから） ウィンダムの風が味方を回復。 碧の光（みどりのひかり） ウィンダムの力で能力がアップ。 魔神の風（ましんのかぜ） ウィンダムの剣が敵を斬る。 |

声の出演
- 光：椎名へきる
- 海：吉田古奈美
- 風：笠原弘子
- フェリオ：山崎たくみ
- アスコット：高山みなみ
- カルディナ：永島由子
- ラファーガ：岸野幸正

スタツフ
- 原作：CLAMP
- プログラム：伊藤真也
- シナリオ：早川奈津子
- ゲームデザイン：頓宮勝弘
- イペント：川上俊則
- ミュージック：田村大輔
- グラフィック：朝桐三喜、上野かおり、蚊爪麗香、小林康、濱本浩志、矢野史子
- スペシャルサンクス：馬先正之[TOMY]、考志康子
- ディレクター：頓宮勝弘
- プロデュース：PANDORA BOX 1995

### 魔法騎士レイアース（ゲームボーイ）
1995年6月22日にトミーより発売されたRPG。対応ハードはゲームボーイ。制作はパンドラボックス。
森の中で見つけた絵の中に迷い込み、そこから脱出するというストーリー。光、海、風のそれぞれ各シナリオが分かれており、3人は別々に行動する。全てクリア後に3人が一緒になる。声優によるボイスサンプリングが行われている。
原作が少女漫画ということもあって、難易度は少女漫画誌の読者に合わせて相当に低くなっており、RPGの入門タイトルと言ってもよい。キャラクターデザインの再現度や書き込みなどは当時から評価された。

### 魔法騎士レイアース2nd ミッシングカラーズ
1995年10月27日にトミーより発売されたRPG。対応ハードはゲームボーイだが、スーパーゲームボーイにも対応している。制作は前作同様パンドラボックス。
前作の続きとなっていて、色泥棒に奪われた色を取り戻すというストーリー。ボイスサンプリングは数を増やしている。前作と比べるとパズル要素が強くなっており、そのためやや難易度も上がっている。

### その他
魔法騎士レイアース マジックナイトたんじょう
1995年6月24日にセガよりキッズコンピュータ・ピコ用ソフトとして発売。
ニンテンドー3DS用テーマ
ニンテンドー3DSの背景画像として使えるテーマ3種が2015年9月30日から配信された。BGMとして「ゆずれない願い」が1コーラスだけ収録されている。
ゴシックは魔法乙女〜さっさと契約しなさい!〜
iOS / Android用アプリゲーム。期間限定コラボとして、2018年9月に本作のキャラクターが登場。イラスト・ボイス共に完全新規。
スーパーロボット大戦T
2019年発売のPlayStation 4 / Nintendo Switch用ゲームソフト。本作のキャラクターとロボットが登場。ただし、シナリオ構成の都合で第2部の展開は簡略化されており、ファーレン、チゼータおよびその関連キャラクターは登場しない。
オリジナル要素としてランティス専用の魔神ランティスが登場する（デザインは魔神ザガートの左右反転）。ゲームプロデューサーの寺田貴信によれば、「ランティスが搭乗する機体が必要で、原作者様にご了承いただいて生まれた」とのこと。
ヴァルキリーアナトミア -ジ・オリジン-
iOS / Android用アプリゲーム。期間限定コラボとして、2019年9月に本作のキャラクターが登場。
スーパーロボット大戦30
2021年発売のNintendo Switch / PlayStation 4 / Steam用ゲームソフト。本作のキャラクターとロボットが登場。
『T』では未登場だった第2部から登場の主要国2国および関連キャラクターが初登場し、本格的な原作再現が行われた。

## 刊行書籍
KCデラックス 講談社 A5判
- 魔法騎士レイアース 1 1994年7月22日 ISBN 4-06-319530-9
- 魔法騎士レイアース 2 1994年11月22日 ISBN 4-06-319549-X
- 魔法騎士レイアース 3 1995年3月6日 ISBN 4-06-319566-X
- 魔法騎士レイアース2 1 1995年7月26日 ISBN 4-06-319610-0
- 魔法騎士レイアース2 2 1995年12月18日 ISBN 4-06-319663-1
- 魔法騎士レイアース2 3 1996年4月23日 ISBN 4-06-319698-4

KCデラックス 講談社 B6判
- 魔法騎士レイアース 1 2002年12月17日 ISBN 4-06-334642-0
- 魔法騎士レイアース 2 2002年12月17日 ISBN 4-06-334643-9
- 魔法騎士レイアース 3 2002年12月17日 ISBN 4-06-334644-7
- 魔法騎士レイアース2 1 2003年1月23日 ISBN 4-06-334659-5
- 魔法騎士レイアース2 2 2003年1月23日 ISBN 4-06-334660-9
- 魔法騎士レイアース2 3 2003年1月23日 ISBN 4-06-334661-7

※無印の旧版単行本各3巻には付録漫画が収録されている。
講談社 ワイド判
- 魔法騎士レイアース ILLUSTRATIONS COLLECTION 1995年3月25日 ISBN 4-06-324513-6
- 魔法騎士レイアース2 ILLUSTRATIONS COLLECTION 1996年5月10日 ISBN 4-06-324517-9

KCブックス 講談社 A6判
- 魔法騎士レイアース脚本集 1 1995年10月31日 ISBN 4-06-330202-4
- 魔法騎士レイアース脚本集 2 1995年11月30日 ISBN 4-06-330203-2
- 魔法騎士レイアース脚本集 3 1995年12月18日 ISBN 4-06-330204-0
- 魔法騎士レイアース脚本集 4 1996年1月30日 ISBN 4-06-330205-9

KCデラックス 講談社 A4判
- 魔法騎士レイアース設定資料集 1996年3月28日 ISBN 4-06-319688-7

アニメ設定資料集
- 『魔法騎士レイアース アーカイブス』（株式会社スタイル、2024年10月21日第1刷発行〈11月12日発売〉）ISBN 978-4-902948-62-2
  - 特典小冊子：『魔法騎士レイアース』アニメイラスト線画集（株式会社スタイル、2024年11月12日発行）

2010年7月13日よりアニ読メにてTVアニメの内容のアニメコミックが電子書籍として配信。

## 音楽CD

### 主題歌シングル
- ゆずれない願い （1994年11月9日発売） PODH-1230
- 明日への勇気 （1994年12月1日発売） PODH-1231
- キライになれない （1995年5月10日発売） PODH-1250
- ら・ら・ば・い〜優しく抱かせて （1995年5月10日発売） PHDL-1031
- 光と影を抱きしめたまま （1995年10月25日発売） PODH-1277
- いつか輝く （1995年10月25日発売） PODH-1278
- 魔法騎士レイアース プチキャラCD （1995年発売） PH-098
- All You Need Is Love （1997年7月24日発売） PODX-1029

### イメージソング
- モコナの絵かきうた （1995年3月25日発売） POCH-1001
- いつか天使になれる （1995年5月25日発売） PODH-1258
- そよ風のソナチネ （1995年6月25日発売） POCH-1261
- 少女よ、大志を抱け! （1995年7月15日発売） POCH-1264
- モコナ音頭でぷぷぷのぷ （1995年7月26日発売） POCH-1003
- RUN/闇の夢 （1995年11月10日発売） PODX-1004
- 聖夜の天使たち （1995年12月1日発売） PODX-1005

### サウンドトラック
TVアニメ版
- 魔法騎士レイアース オリジナルサウンドトラック1 選ばれた少女達 （1994年12月1日発売） POCH-1424
- 魔法騎士レイアース オリジナルサウンドトラック2 伝説の騎士 （1994年12月1日発売） POCH-1425
- 魔法騎士レイアース オリジナルサウンドトラック3 ゆずれない願い （1995年3月25日発売） POCH-1490
- 魔法騎士レイアース オリジナルサウンドトラック4 新しい絆 （1995年6月25日発売） POCH-1504
- 魔法騎士レイアース オリジナルサウンドトラック5 光・海・風 （1995年7月15日発売） POCH-1505
- 魔法騎士レイアース オリジナルサウンドトラック6 いつか輝く （1995年11月25日発売） POCH-1546

OVA版
- レイアース オリジナルサウンドトラック 1st Half （1997年8月27日発売） POCX-1076
- レイアース オリジナルサウンドトラック 2nd Half （1997年10月29日発売） POCX-1077

ゲーム版
- セガサターン魔法騎士レイアース オリジナルサウンドトラック （1995年8月25日発売） POCX-1009

### ボーカルアルバム
- 魔法騎士レイアース Original Song Book （1995年9月20日発売） POCX-1008
- 魔法騎士レイアース Original Song Book2 （1996年1月1日発売） POCX-1015
- 魔法騎士レイアース Best Song Book （1997年1月10日発売） POCX-1050

- 魔法騎士レイアース EXTRA 獅堂光スペシャル （1997年12月17日発売） POCX-1084
- 魔法騎士レイアース EXTRA 龍咲海スペシャル （1997年12月17日発売） POCX-1085
- 魔法騎士レイアース EXTRA 鳳凰寺風スペシャル （1997年12月17日発売） POCX-1086
- 魔法騎士レイアース EXTRA モコナスペシャル （1997年12月17日発売） POCX-1087
- With Rayearth （1997年11月24日発売） POCX-1078
  - OVA版のボーカルアルバム。

## アプリ
2010年から携帯電話用にきせかえアプリケーション、マチキャラアプリケーションが製作されており、ダウンロードが購入が可能になっていた。

## 関連作品
ツバサ-RESERVoir CHRoNiCLE-
本作からはモコナ、プリメーラ、エメロード、カルディナ、イーグル、ジェオ、ランティスおよびデボネアが登場。終盤には光、海、風の3人もさくらの同級生として登場している。魔神レイアース・セレス・ウィンダムも獣形態にて阪神共和国の「巧断（くだん）」として登場している。さらに、レイアース、セレス、ウィンダム、セフィーロの紋章が移動の魔法陣に使われたりしている。
こばと。
単行本第1巻にて、プリメーラに相応するキャラクターが登場している。